# Swatch Omega Campus
Unter dem Namen Swatch Omega Campus errichtete der Architekt und Pritzker-Preisträger Shigeru Ban in Biel/Bienne die Hauptverwaltung der Swatch AG, das Ausstellungs- und Konferenzgebäude Cité du Temps und das Omega-Fertigungsgebäude.

## Lage und Umgebung
Der Gebäudekomplex für den Uhrenhersteller befindet sich in der Nähe des Güterbahnhofes Biel an der Kreuzung der Jakob-Stämpfli-Strasse mit der Nicolas-G.-Hayek-Strasse. Die Umgebung ist sowohl von Gewerbe- und Produktionsbauten als auch von Wohnbebauung geprägt. Die Schüss verläuft hinter dem Grundstück. Die Gebäude sind in kurzem Takt über die Buslinien 2, 3, 4 und 72 an den Bahnhof Biel und den Zentralplatz angebunden. Ein kleiner Besucherparkplatz liegt neben dem Drive-in-Store.

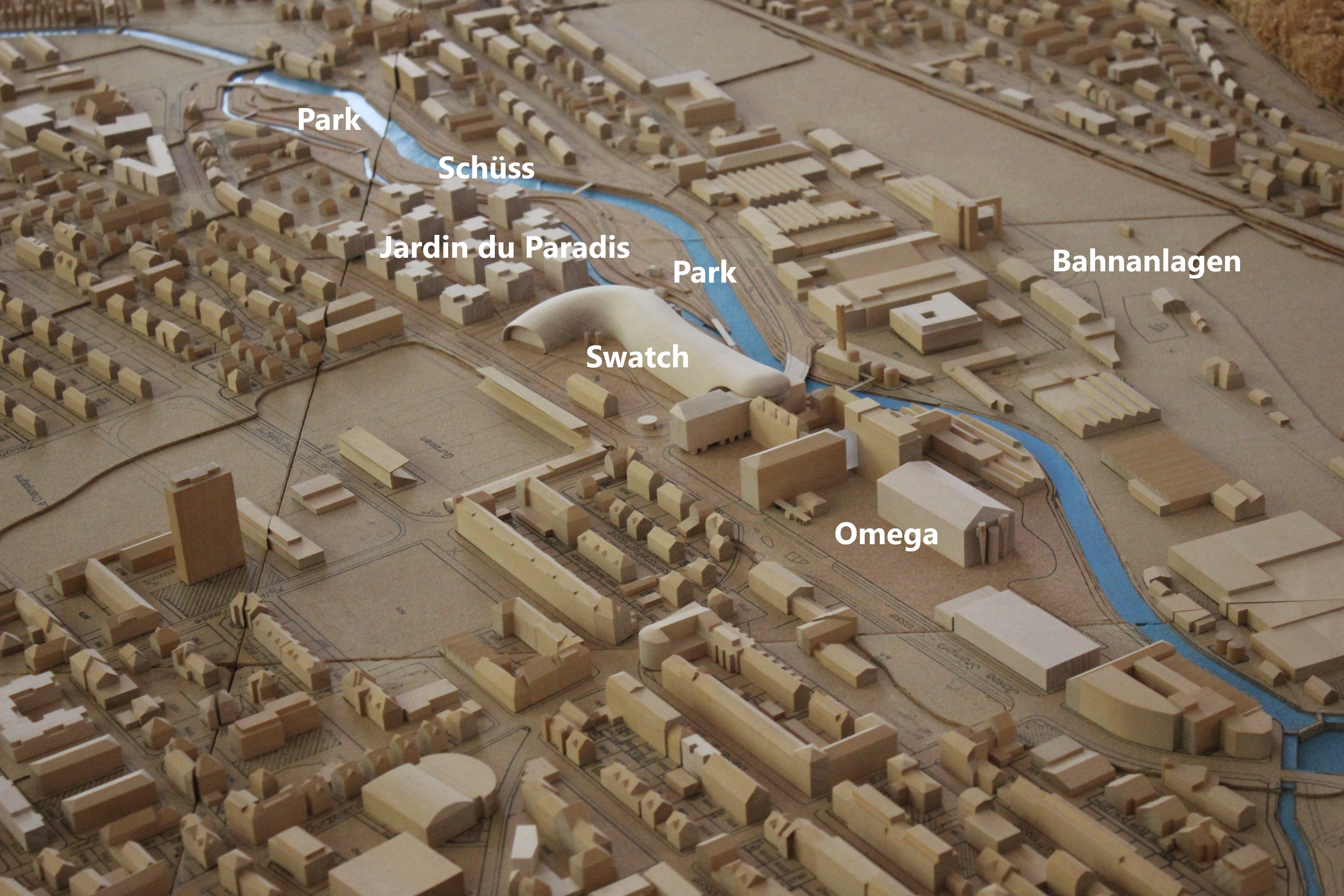
Swatch Omega Campus mit Wohnanlage Jardin du Paradis und Park Schüssinsel im Stadtmodell

Um die Neubebauung des Gesamtareals mit dem ungewöhnlichen Verwaltungsbau, der dahinter liegenden Wohnbebauung «Jardin du Paradis» (Entwurf: kpa architectes, Freiburg) und einem neuen Park für die Bewohner (Entwurf: Fontana Landschaftsarchitektur, Basel) realisieren zu können, erfolgte ein Grundstückstausch. Ursprünglich gab es auf dem sogenannten Gygax-Areal drei etwa gleich grosse Grundstücke im Besitz der Uhrenfabrikation (ca. 3 ha), im Besitz einer Grossgärtnerei (ca. 3 ha) sowie Fussball- und Tennisfelder im städtischen Eigentum (ca. 3 ha). Die Grundstücke verfügten über sehr unterschiedliche bauliche Entwicklungsmöglichkeiten. Bereits 1999 setzte die Änderung des kommunalen Zonenplans die baurechtlichen Rahmenbedingungen für spätere Arrondierungen. 2008 folgte ein städtebaulicher Ideenwettbewerb, bei dem das Bieler Büro :mlzd Architekten siegte. Sie schlugen erstmals Parknutzungen auf Inseln im Flusslauf vor.
Nach umfangreichen Verhandlungen und zweiphasigem Grundstückstausch ergab sich für alle drei Projektpartner ein Gewinn. Swatch konnte 2 ha Land für das geplante Grossprojekt dazugewinnen. Die Wohnbebauung wurde zwar auf kleinerer Fläche realisiert, man durfte aber höher, dichter und damit effizienter bauen. Für die von der Stadt Biel abgegebenen Flächen wurde ein Erlös von rund 17 Mio. Franken erzielt, mit dem neue Sportanlagen am westlichen Stadtrand finanziert wurden. Weiter gestattete der Uhrenkonzern einen öffentlichen Fussweg auf der eigenen Parzelle entlang der Schüss. Der Wohninvestor musste der Stadt Biel eine Mehrwertabgabe von 1 Mio. Franken leisten. Die Stadt renaturierte auf ihrem Grundstück den Flusslauf und legte einen erhöht liegenden, öffentlichen Park auf einer Insel im Fluss an. Das Budget für den Park lag bei 14 Mio. Franken, von denen die Stadt Biel aber nur knapp die Hälfte aus Eigenmitteln übernahm. Die Flussrevitalisierung mit dem Hochwasserschutz finanzierten Bund, Kanton und der Ökofonds des regionalen Energieversorgers mit rund 80 % der Kosten. Als Bestandteil des Agglomerationsprogramms wurden die Fuß- und Radwege von Bund und Kanton mitbezahlt.
Die Stadt Biel erhielt 2017 den Preis Flâneur d’Or des Verbands Fussverkehr Schweiz für die Umsetzung der «Schüssinsel». Die Architekturzeitschrift Hochparterre zeichnete das Projekt ebenfalls 2017 mit dem «Goldenen Hasen» in der Kategorie Landschaft aus.

## Architektur und Städtebaukonzept

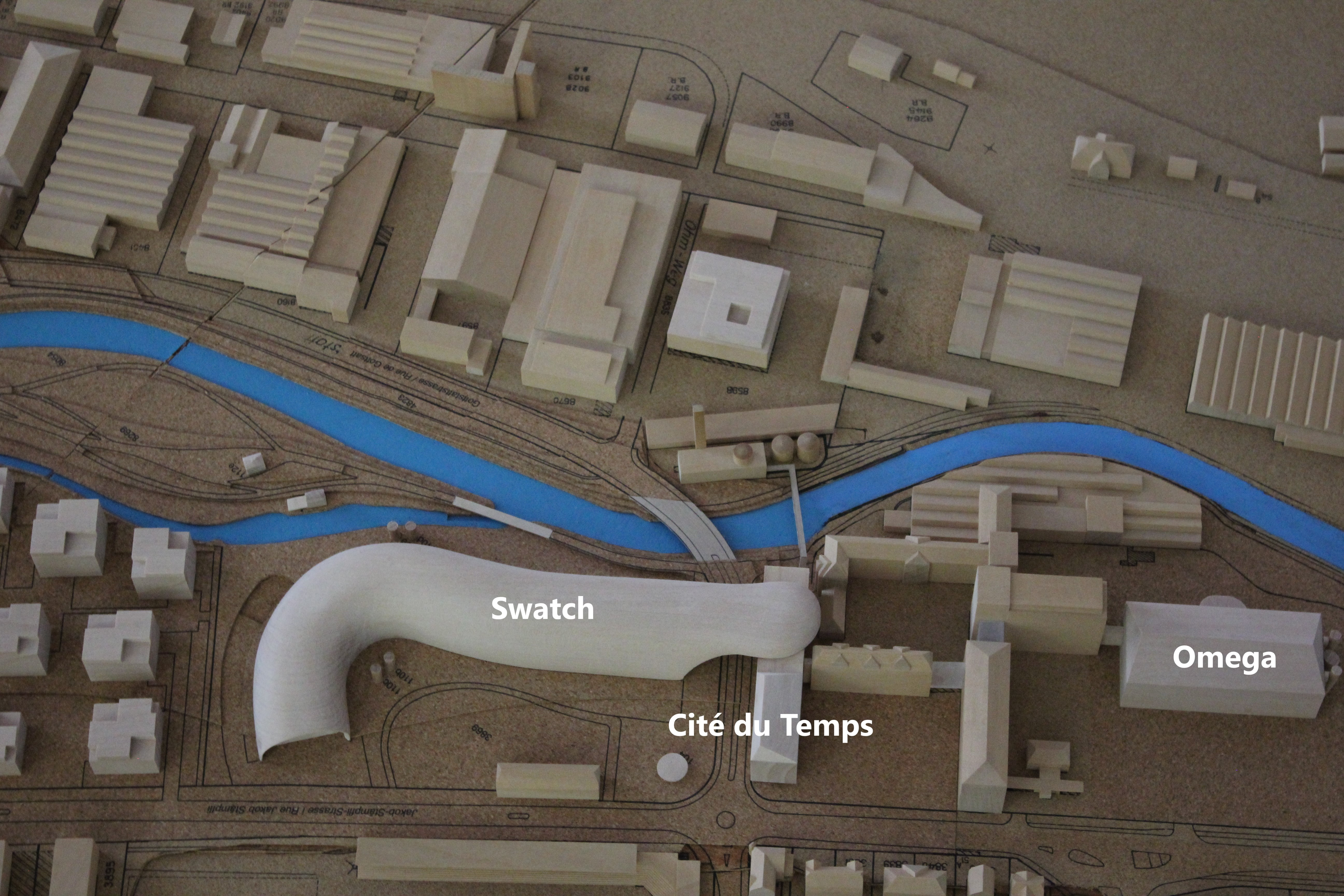
Swatch Omega Campus im Stadtmodell im Neuen Museum Biel

Den Architekturwettbewerb mit 5 geladenen Büros gewannen Shigeru Ban Architects. Der Entwurf sieht ästhetisch eigenständige Gebäude für die beiden Marken Omega und Swatch vor. Das neue Omega-Produktions- und Logistikgebäude (Eröffnung 2017) wirkt entsprechend der Markenphilosophie elegant und fügt sich in die bestehenden Gebäudestrukturen ein. Der äusserlich in gleicher Designsprache gestaltete Quader des Uhren-Museums «Cité du Temps» formt zusammen mit den denkmalgeschützten Industriebauten einen Platz. Die organisch verspielte Form der Swatch-Hauptverwaltung windet sich an der Schüss entlang, überdeckt brückenartig die Nicolas-G.-Hayek-Strasse und dockt schliesslich auf dem Dach des Museumsbaus an. Am Schnittpunkt der Konstruktionen im 4. Stock liegt die Konferenzhalle der Swatch Group, deren Ellipsenform sich prominent nach aussen vor die Fassade stülpt.
Die Architekten wollten mit ihrem Bau ein Wahrzeichen schaffen, bei dem Prinzipien der Nachhaltigkeit angewendet werden. Die tragende, organische Holzstruktur des Swatch-Baus prägt die Gestaltung.

## Produktions- und Logistikgebäude

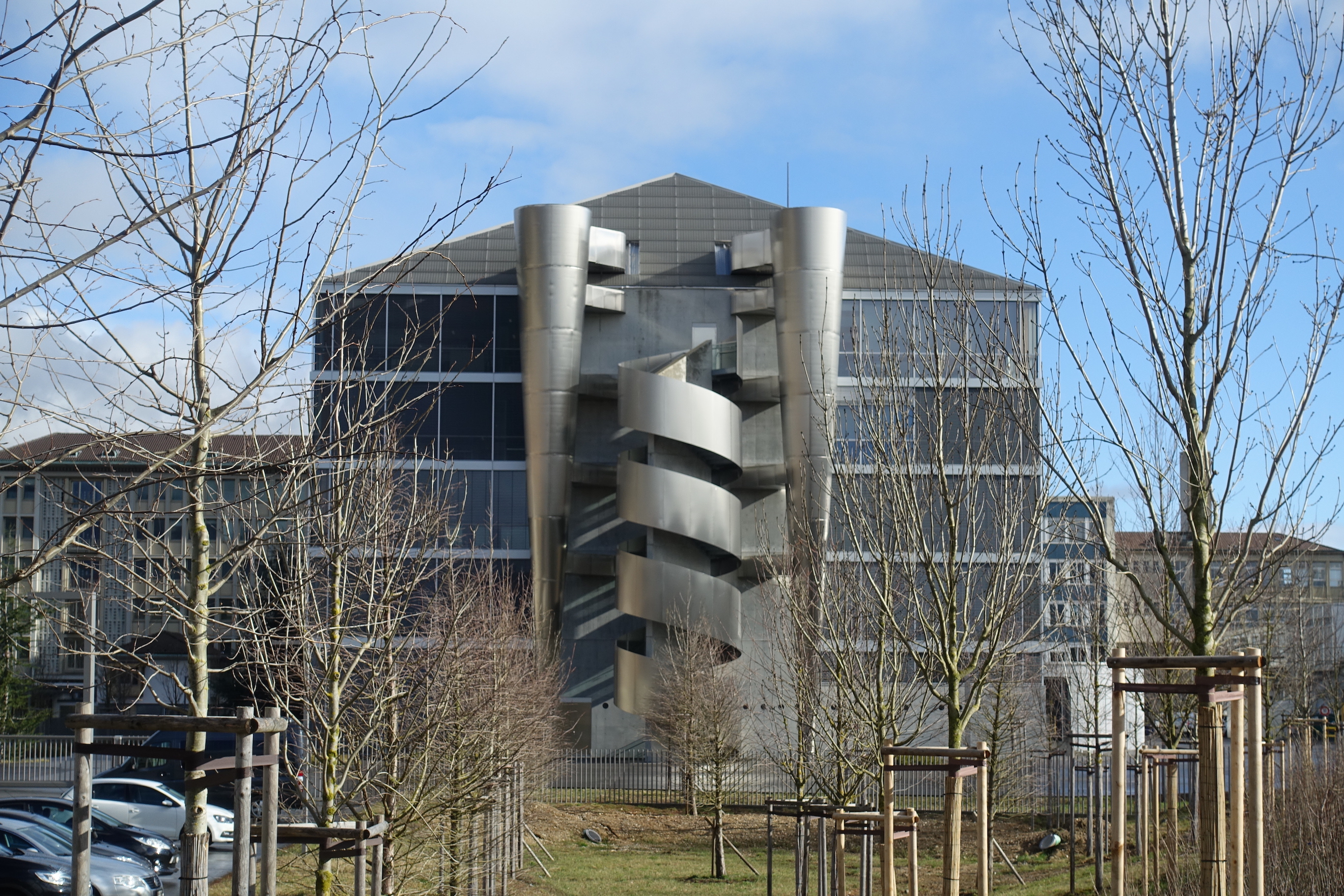
Omega, Ansicht der Stirnseite mit Treppenhäusern

Die Architektur des Gebäudes soll die Marke Omega repräsentieren. Präzise, akkurat und modern steht ein Holz-Tragwerk hinter einer edlen Glasfassade. Das vor der Fassade liegende Treppenhaus und die Abluftkanäle der Lüftungsanlage wurden mit Edelstahlverkleidungen versehen und wirken wie Federn eines Uhrwerks. Nicht zu sehen ist der innere Gebäudekern aus Stahlbeton, an den die Holzkonstruktion der Geschossebenen angebaut wurde.
Im Inneren des Stahlbetonkerns ist neben den Treppen, Aufzügen und Sanitärräumen das vollautomatische, staubfreie Hochregallager untergebracht. Im Lager wird der Sauerstoffgehalt der Luft zur Brandvorbeugung permanent von 21 % auf 15,2 % reduziert. Vom Besucherbereich kann man über Fenster die Bewegungen der Logistik-Roboter (bis zu 4 m/s) bei der Bestückung und Entnahme der 30.000 Boxen sehen. Luftdichte Schleusen bilden den Übergang vom Lager zur Fabrikation. Auch die Fabrikation verfügt über ein ausgeklügeltes, Staub reduzierendes Belüftungssystem. Die Luftgeschwindigkeiten wurden sowohl berechnet als auch im Labor überprüft, damit die Menschen bei der anstrengenden Arbeit mit den Kleinstbauteilen weniger Verspannungen im Schulter- und Nackenbereich bekommen. Die hohe Glasfassade bringt Tageslicht in die Räume. Die Werkstätten werden mit sichtbaren Holzträgern und verkleideten Holzdecken stützenfrei überdeckt. Zukünftige Produktionsmethoden und -geräte sollen in den ungeteilten Räumen auch zukünftig flexibel und bedarfsgerecht untergebracht werden können.
Das Gebäude ist 72 m lang, 34 m breit und 34 m hoch. Die technischen Anlagen des Gebäudes sind auf Energieeffizienz ausgerichtet. Auf dem Dach befindet sich eine Solaranlage. Die Abwärme der Produktionsprozesse wird für die Warmwasserbereitung eingesetzt. Der gesamte Campus nutzt das regenerative Energiepotential des Grundwassers: Wärmepumpen ziehen die relative Wärme aus Brunnen im Untergrund. Sie werden dazu zwar mit Strom betrieben, erzielen aber in der Gesamtbilanz einen Energiegewinn. Wenn gekühlt wird, genügt die relative Kälte des Grundwassers, um die Temperatur im Kühlkreislauf zu senken. Im Sommerbetrieb benötigt man keine Wärmepumpen. In den Arbeitsräumen wird das Prinzip der thermischen Bauteilaktivierung genutzt. Zur Strahlungskühlung und Strahlungsheizung setzt man aktivierte Deckenplatten bzw. in die Betondecken eingelegte Wasserleitungen ein.

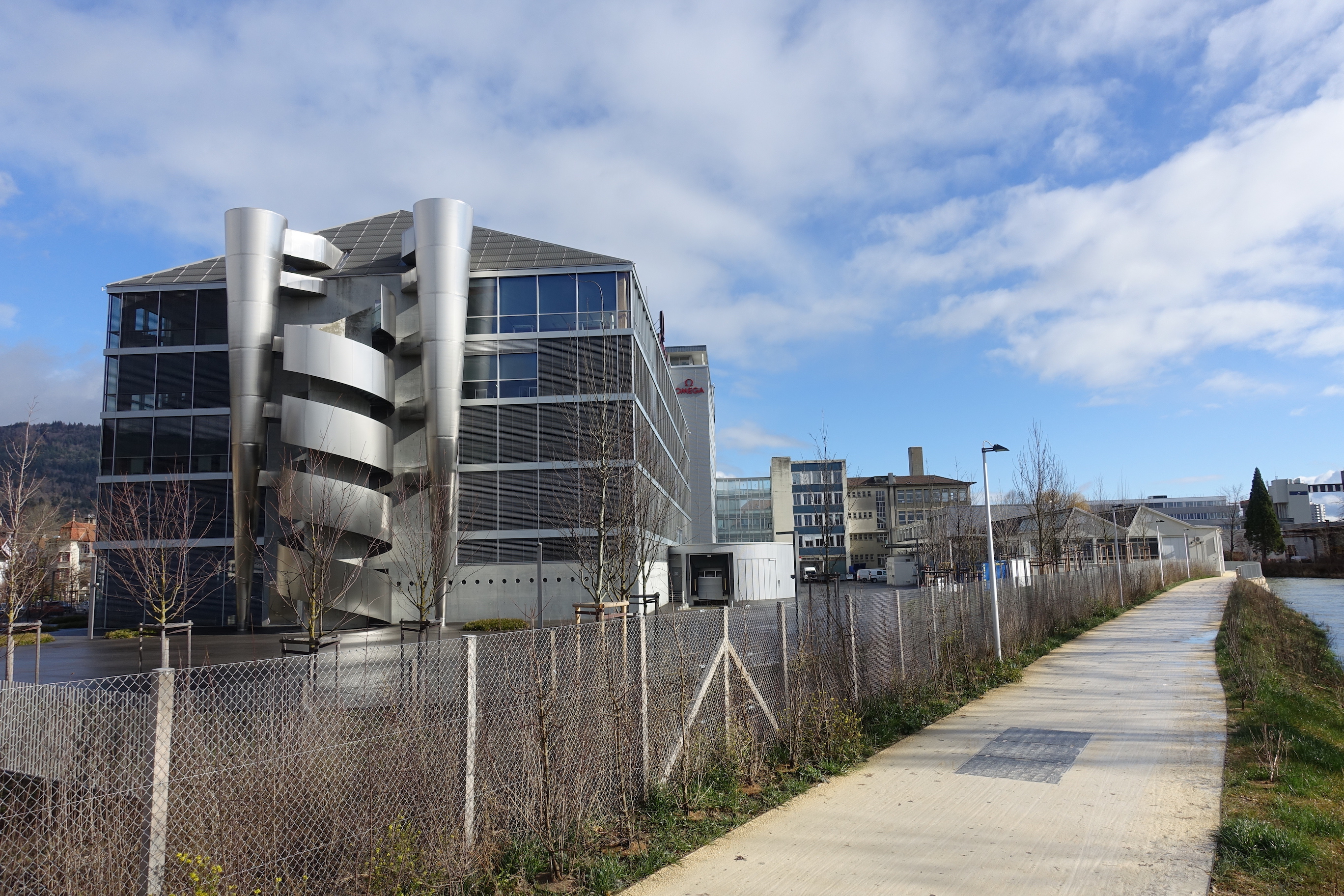
Omega, Stirnseite des Gebäudes
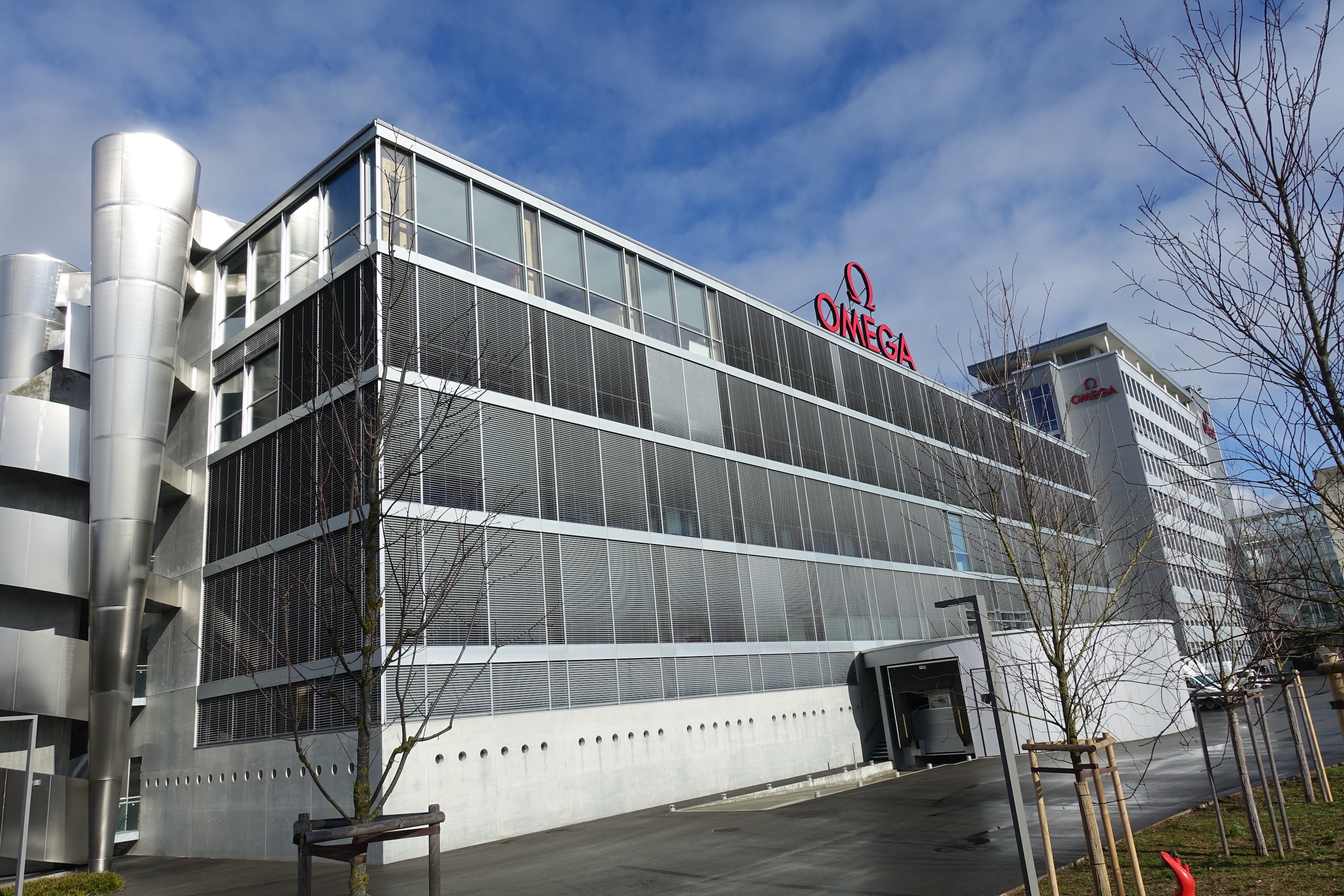
Omega, Längsseite mit Zufahrtsrampe
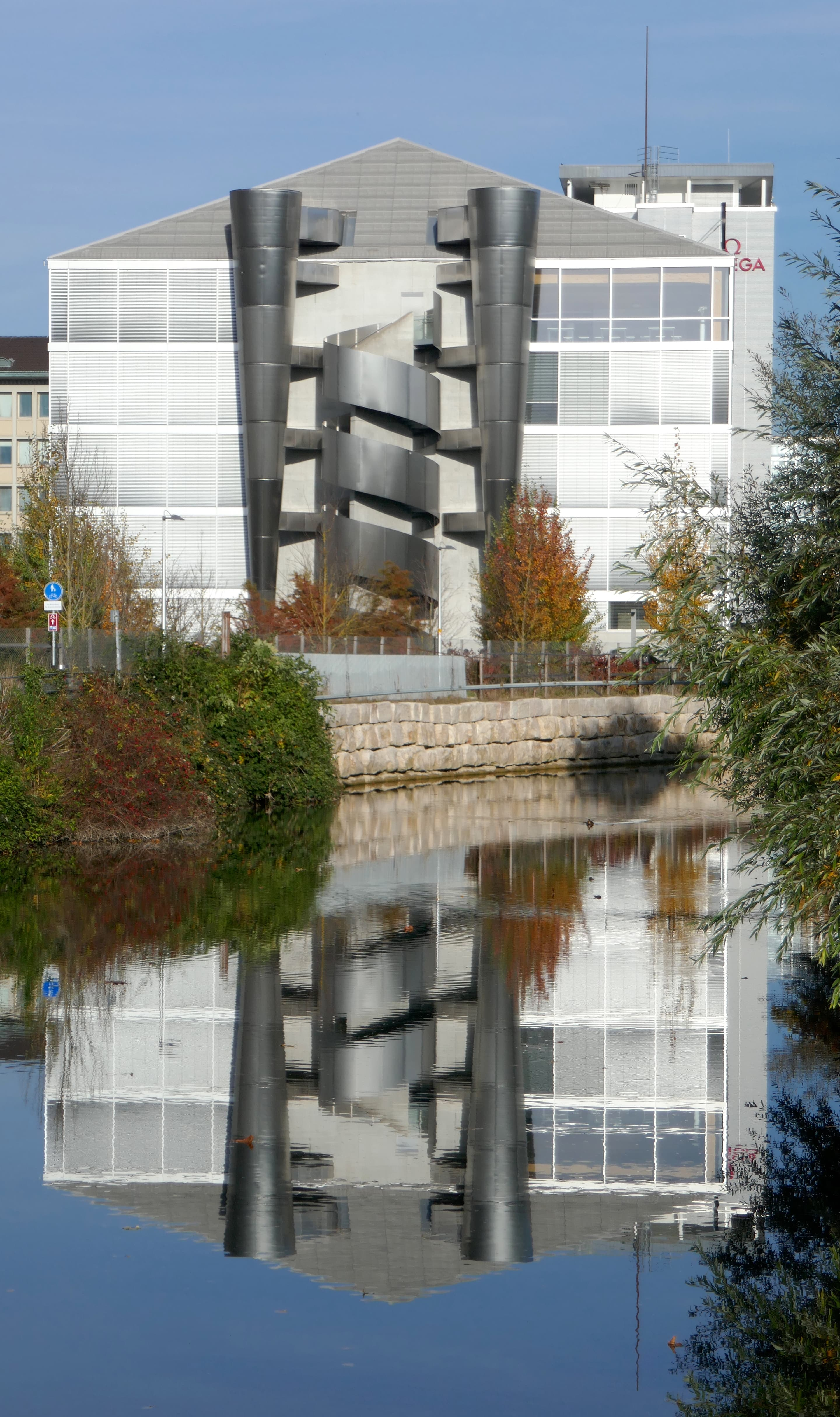
Gebäudeansicht mit Spiegelbild im Wasser
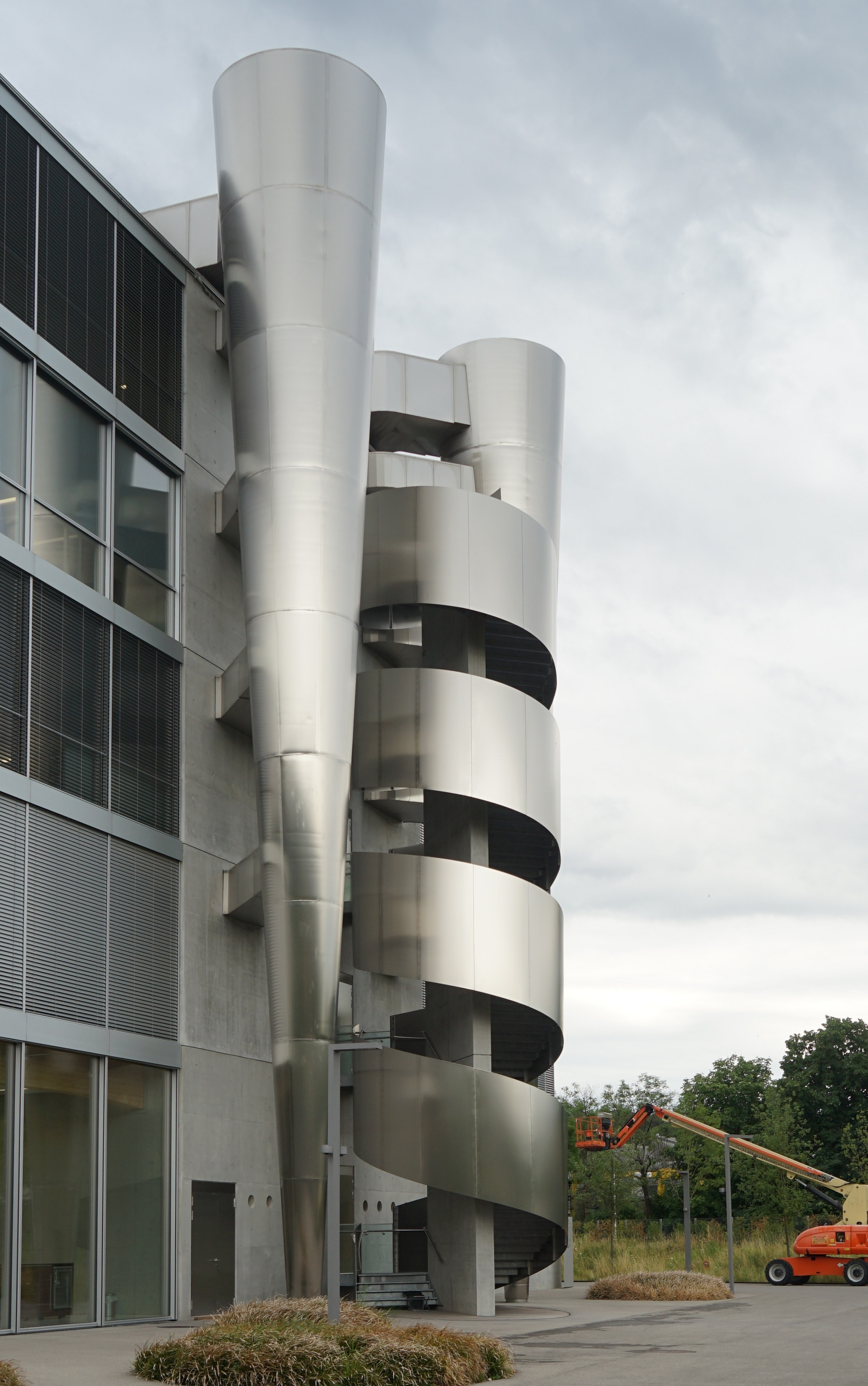
Detail: Lüftung, Treppe

## Cité du Temps

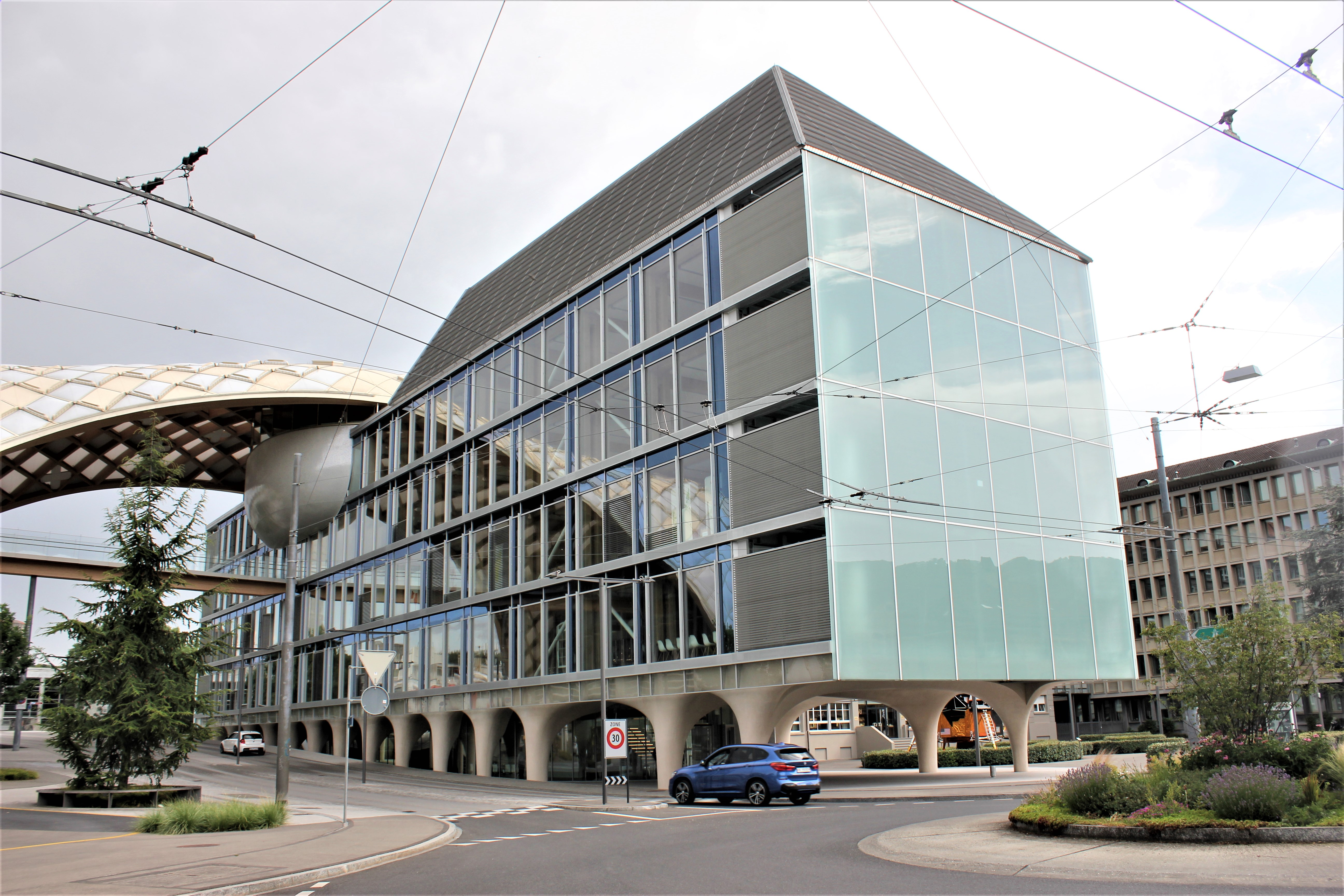
Ausstellungs- und Konferenzgebäude Cité du Temps

Das Ausstellungs- und Konferenzgebäude Cité du Temps (übersetzt: Stadt der Zeit) ist das einzige öffentlich zugängliche Gebäude auf dem Campus. Es verbindet die nach unterschiedlichen Gestaltungsprinzipien entworfenen Gebäude als «Hybrid», ist also aus Verschiedenartigem zusammengesetzt. Die verspielten Formen des Auditoriums und des Erdgeschosses repräsentieren die Marke Swatch, während der stringente Kubus mit einer Grundfläche von 80 × 17 m die Marke Omega repräsentiert. Der flächig verglaste Bau in Quaderform besitzt ein Walmdach mit Photovoltaik-Elementen. Er wird von Arkaden mit Pfeilern aus Ortbeton getragen. Diese haben eine Spannweite von je 15 Metern und sind 5 Meter breit.
Das Erdgeschoss ist durchlässig für Fussgänger. Der verglaste Empfangsbereich entwickelt sich frei mit dem Zugang unter einem doppelten Arkadenbogen. Die Omega-Ausstellung wurde in der 1. Etage untergebracht. Sie zeigt einen Überblick der Uhrenentwicklung der Marke Omega von den ersten Modellen über die Einsätze bei den Olympischen Spielen, der Raumfahrt bis zum Productplacement in der Filmindustrie. In der 2. Etage liegt der sogenannte PLANET SWATCH mit einer Vielzahl von trendigen Uhrenmodellen seit den 1980er Jahren. Darüber liegt das Konferenzzentrum mit dem Oval des Nicolas-G.-Hayek-Auditoriums. Die Haustechnik des Gebäudes ist im Dach untergebracht. Die Infrastruktur der Geschosse mit Treppenhäusern, Aufzügen und Sanitärräumen wurde im Süden des Gebäudes am Übergang zum bestehenden Gebäude angeordnet. So erreichte Shigeru Ban eine Transparenz und einen freien Einblick durch die Glasfassade in die Geschosse. Auch nachts wirkt das Gebäude transparent und die Holzstützen werden sichtbar. Die Glasfassade ist mit nach Sonneneinstrahlung gesteuerten Sonnenschutzelementen und farbigem Sonnenschutzglas gegliedert. Es zeigt sich eine moderne Architekturauffassung.
Shigeru Ban hat für das Tragwerk (Stützen, Unterzüge, Decken) den traditionellen, nachhaltigen Baustoff Holz genutzt. Er verwendete Vollholz, Brettschichtholz und Brettsperrholz (CLT) aus Fichtenholz, Buchenhölzern sowie Hartholzarten und setzte diese optimiert unter Nutzung präziser Herstellungstechniken (CNC-Maschinen) ein. Sogar die Aufzugsschächte und der ovale Konferenzraum sind aus Holz gefertigt. Bei dem Tragwerk mussten die Auswirkungen der Kopplung mit dem Dach des Swatch-Gebäudes berücksichtigt werden. Es musste ein Ausgleich zwischen den Anforderungen an die Stabilität und der Deformation durch Längenänderungen in der Konstruktion gefunden werden.
Um einen Feuerwiderstand von 60 Minuten zu erreichen, wurden die Holzbauteile überdimensioniert und Fugendetails optimiert. Die Vorhangwände des Gebäudes wurden bereits angebracht, bevor die Holzkonstruktion fertig war. Dies ermöglichte den Wetterschutz der Hölzer und eine Beschleunigung des Bauprozesses.
Die gewölbten Stützen- und Deckenschalungen der Arkaden wurden mehrfach hintereinander wiederverwendet. Dem Beton wurden gelbe Pigmente beigesetzt und er erhielt eine körnige Struktur, um mit dem Holz zu harmonisieren. Im Innenausbau wurden sowohl für die Treppenstufen als auch für Wandverkleidungen weisser Marmor eingesetzt.
Im Museum verändern sich die Besucherzahlen stark und im schnellen Wechsel. Auch witterungsabhängig wird der Luftfeuchteeintrag in die Innenräume beeinflusst. Damit wechseln die Anforderungen an das Raumklima ständig. Das träge System der Bauteilaktivierung konnte aus diesem Grund nicht angewendet werden. Schneller regelbare Systeme zur Raumtemperierung über abgehängte Kühl-/Heizdecken kamen zum Einsatz. Die Frischluftmenge reduziert sich auf das hygienisch notwendige Mass.

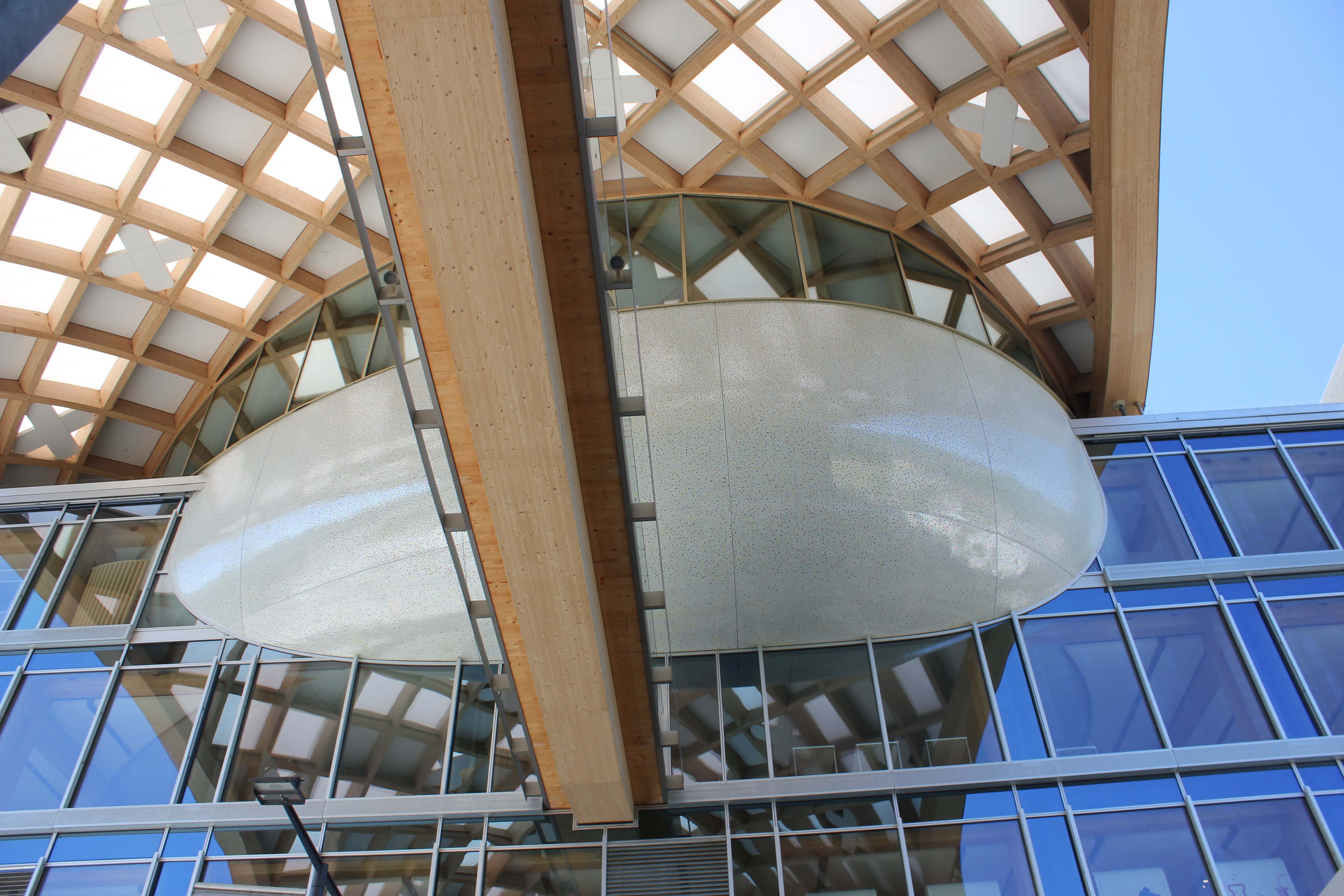
Cité du Temps, Auditorium mit Brücke
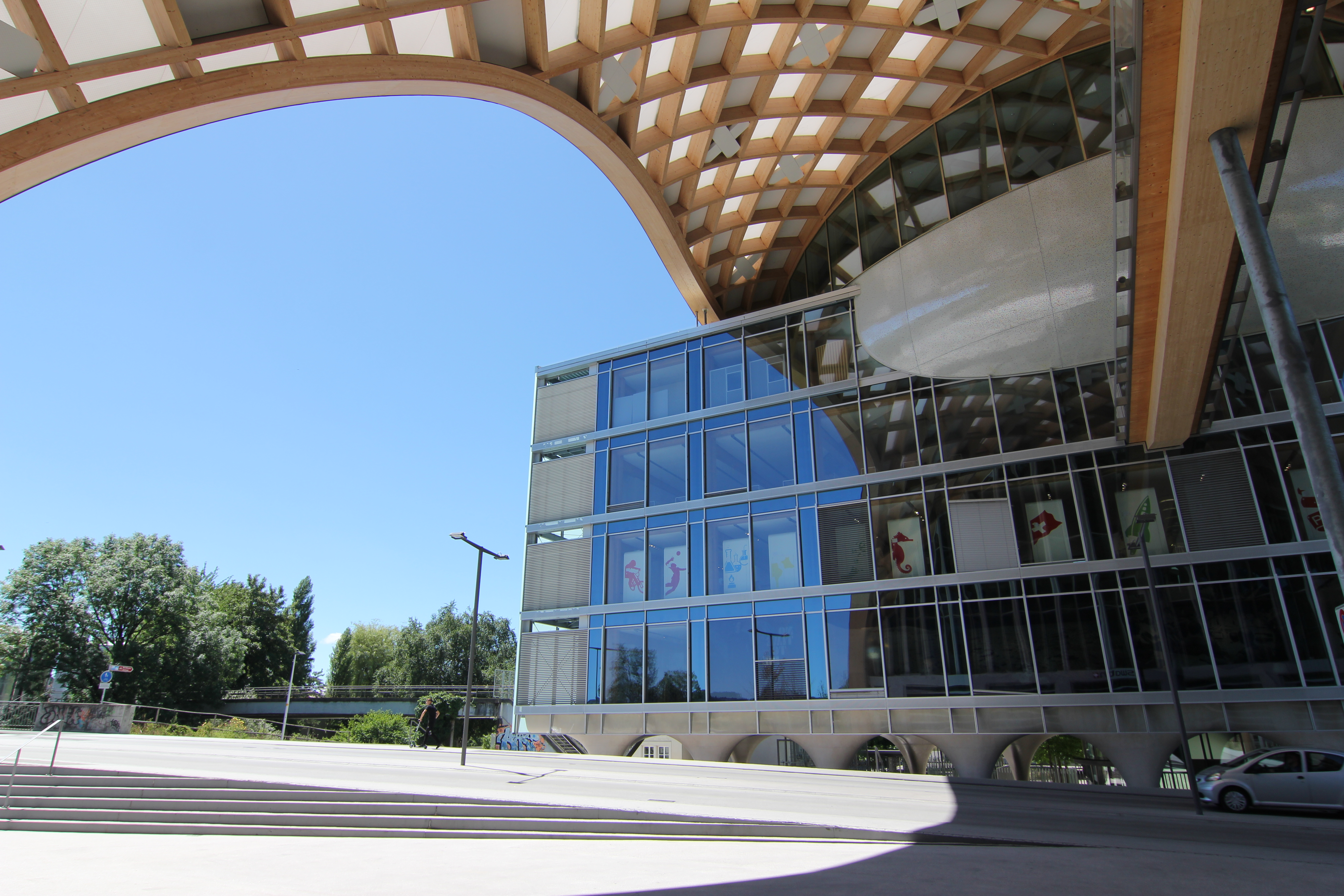
Cité du Temps, Gitterschale und Brücke
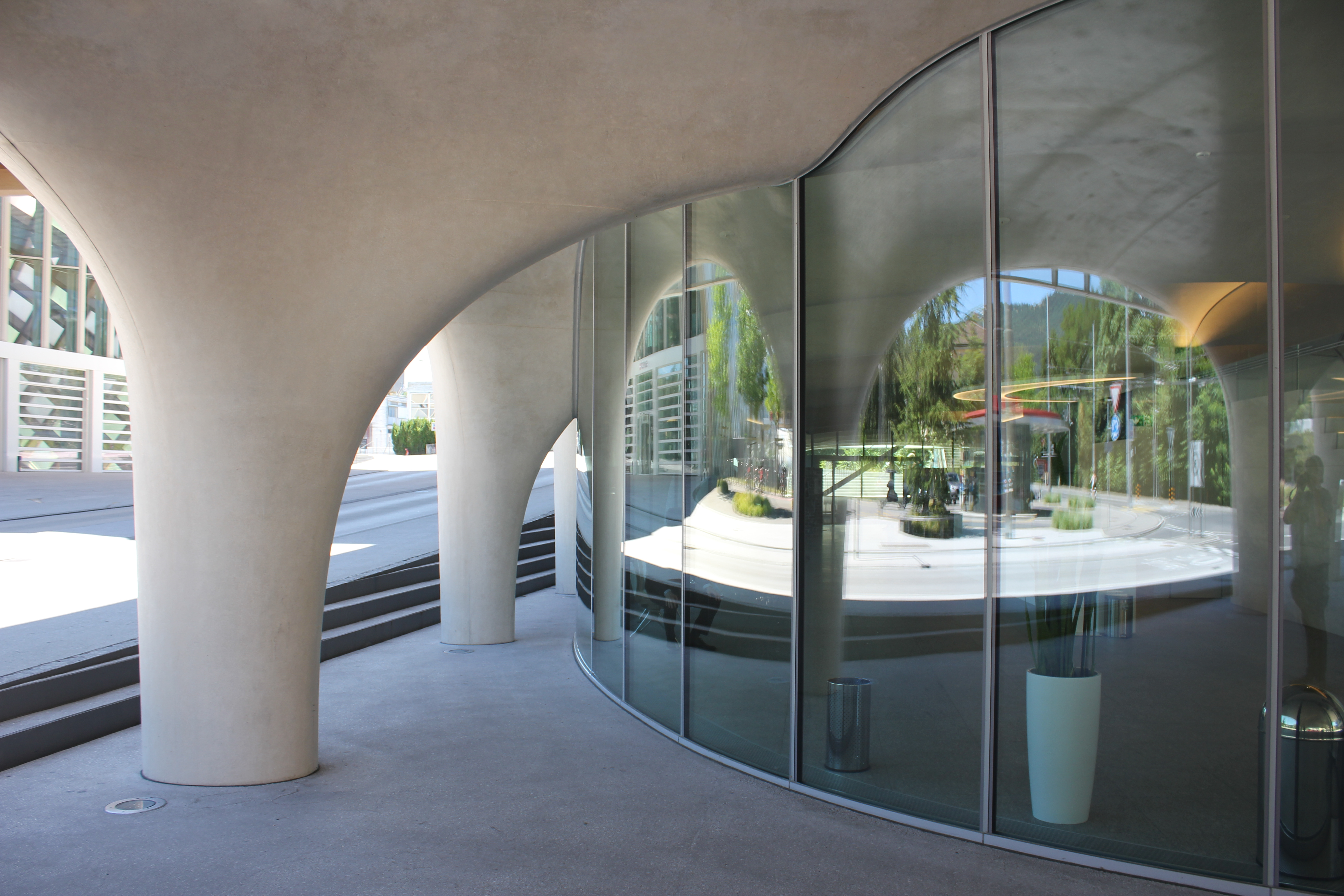
Cité du Temps, Eingangsbereich EG
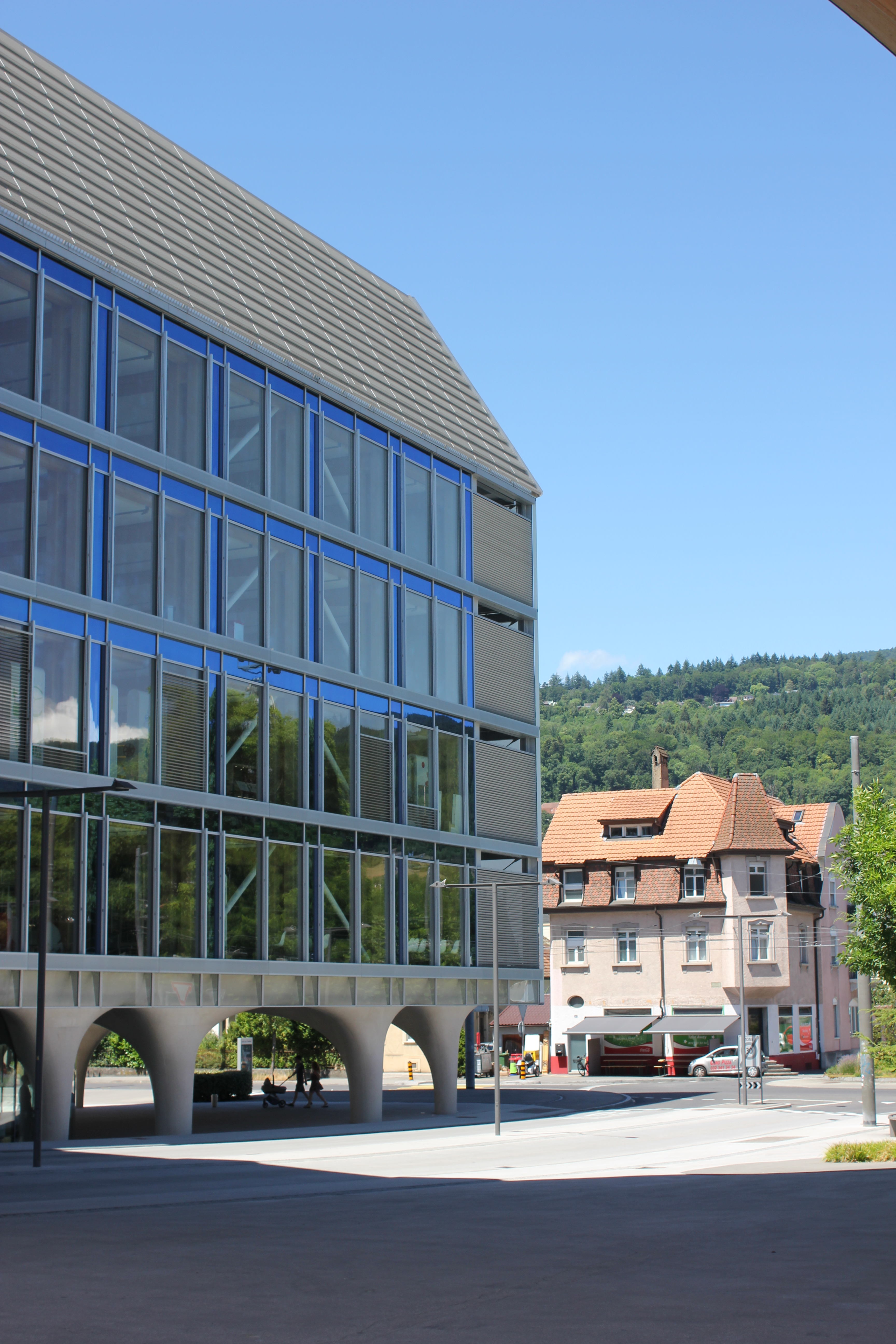
Cité du Temps, Museumsfassade
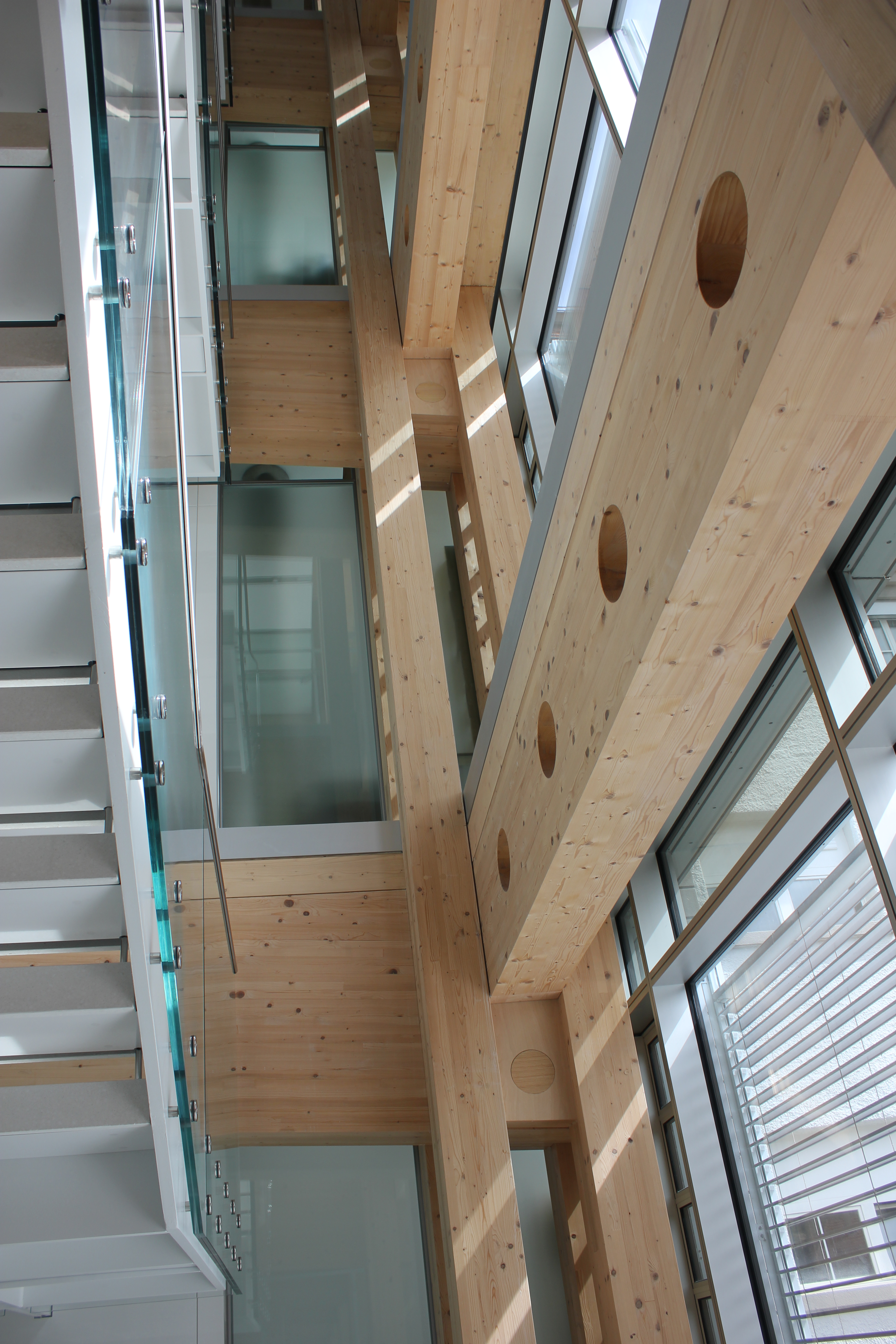
Cité du Temps, Blick von unten ins Treppenhaus
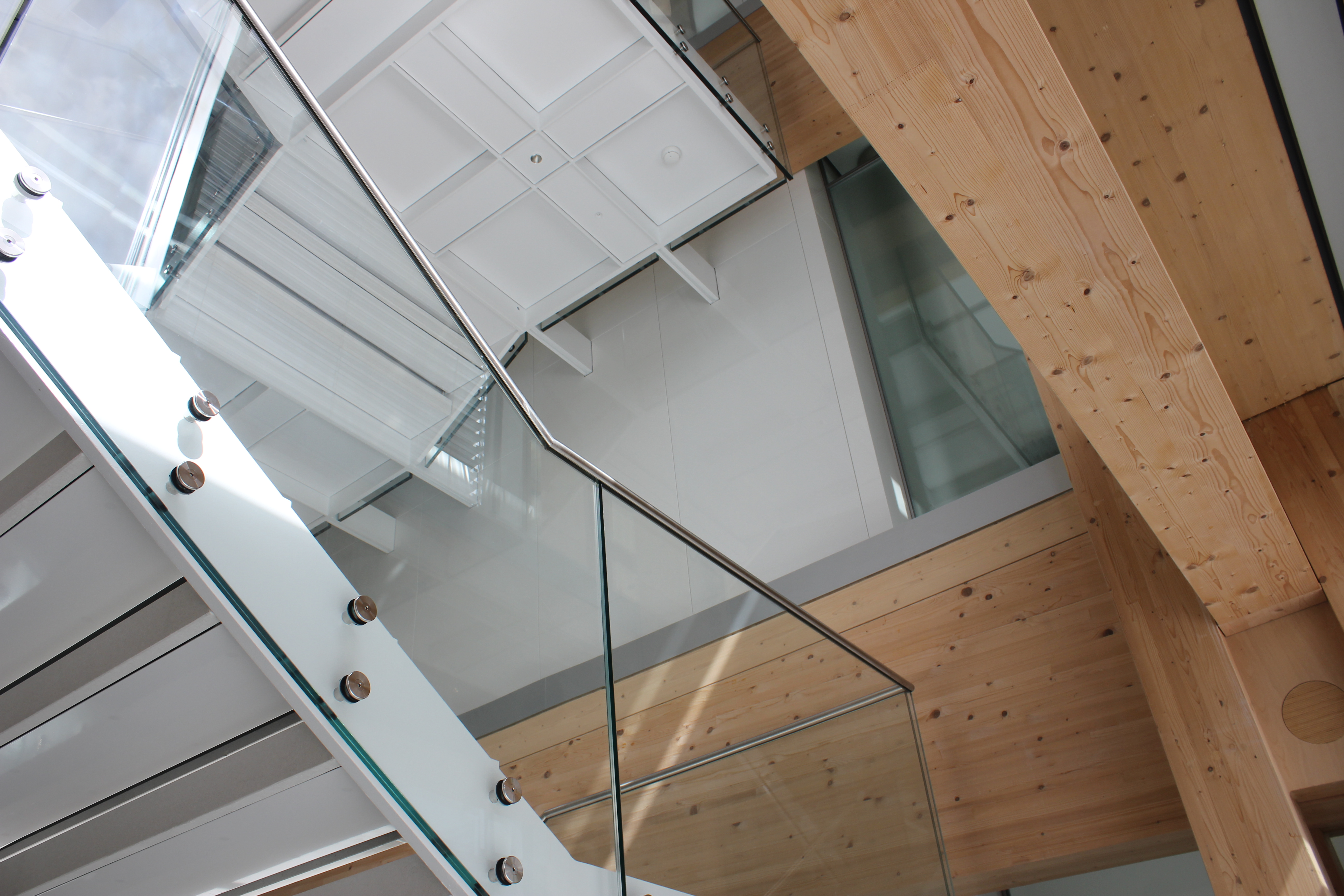
Cité du Temps, Treppenläufe von unten
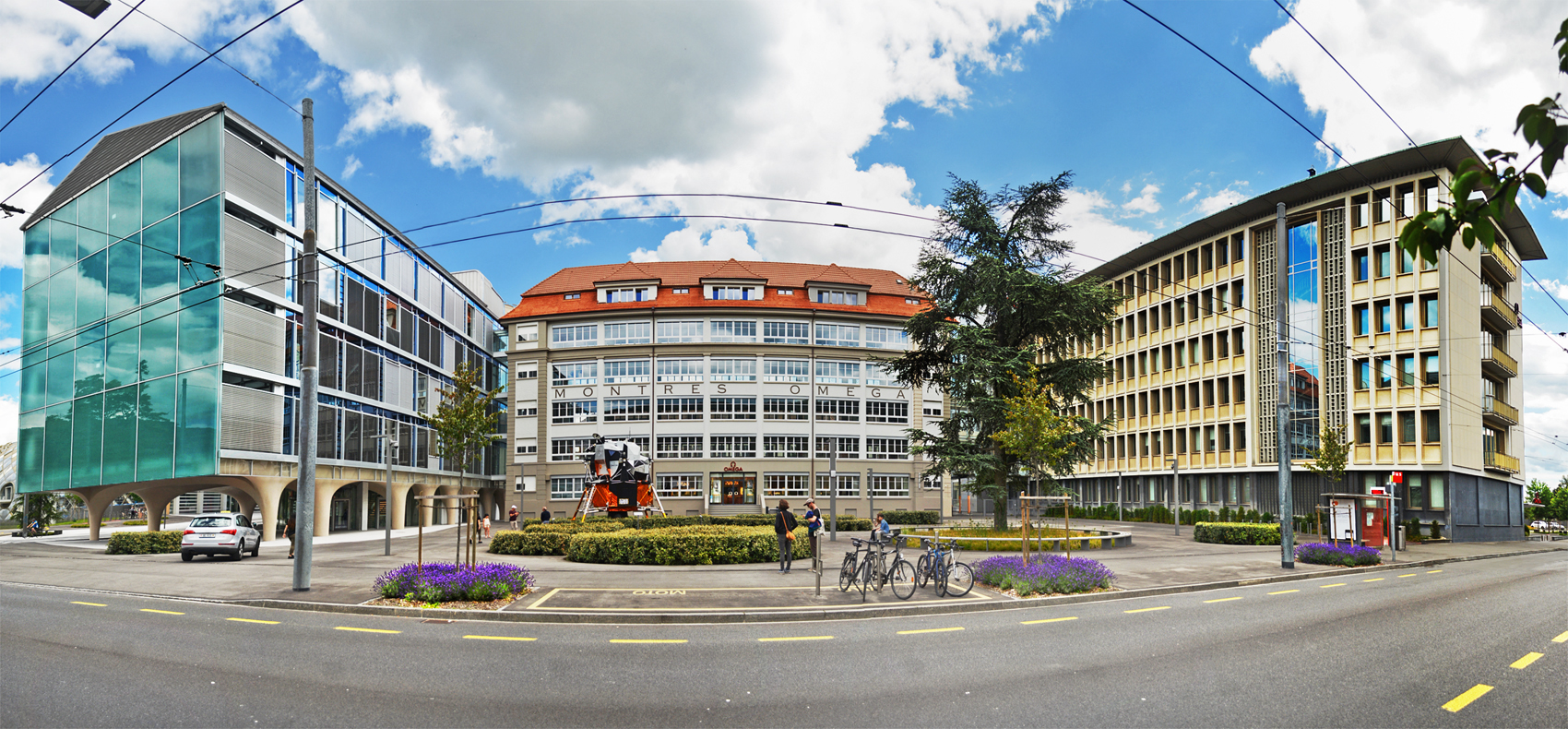
Die Cité du Temps bildet den Platz
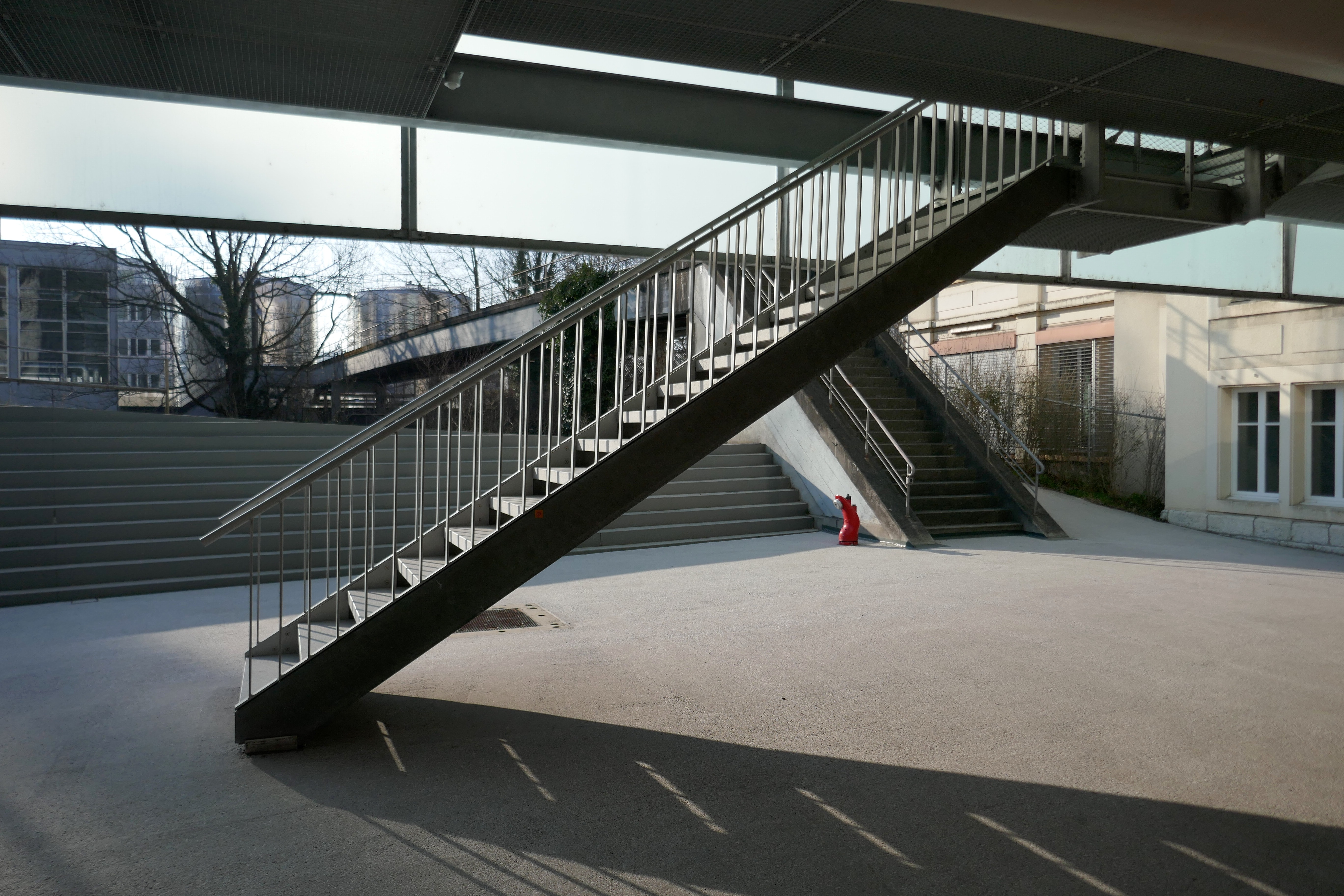
Cité du Temps, Treppen im EG

## Hauptsitz der Swatch AG
Der Verwaltungsbau vereint die Abteilungen von Swatch International sowie von Swatch Schweiz. Insgesamt verteilen sich 25.000 Quadratmeter Geschossfläche auf fünf Stockwerke. Das Parkhaus im Untergeschoss fasst 170 Autos und 182 Fahrräder. In den oberirdischen Geschossen verringert sich von Etage zu Etage sich die Fläche der Geschosse terrassenförmig und man kann von den grossräumigen Büroflächen über Galerien mit Glasbrüstungen zu den anderen Geschossen blicken. Am Ende des zweiten Stockwerks befinden sich die sogenannten «Reading Stairs». Sie sollen in Kreativpausen zum Brainstorming genutzt werden. Über das ganze Gebäude verteilen sich die Gemeinschaftsflächen. Dazu gehören die Cafeteria im Erdgeschoss sowie verschiedene Pausenbereiche. «Alcove Cabins» stehen für Telefongespräche oder konzentriertes Arbeiten zur Verfügung. Olivenbäume wachsen durch die offenen Stockwerke. Die bunten Möbel bringen Farbe in die Innenräume.

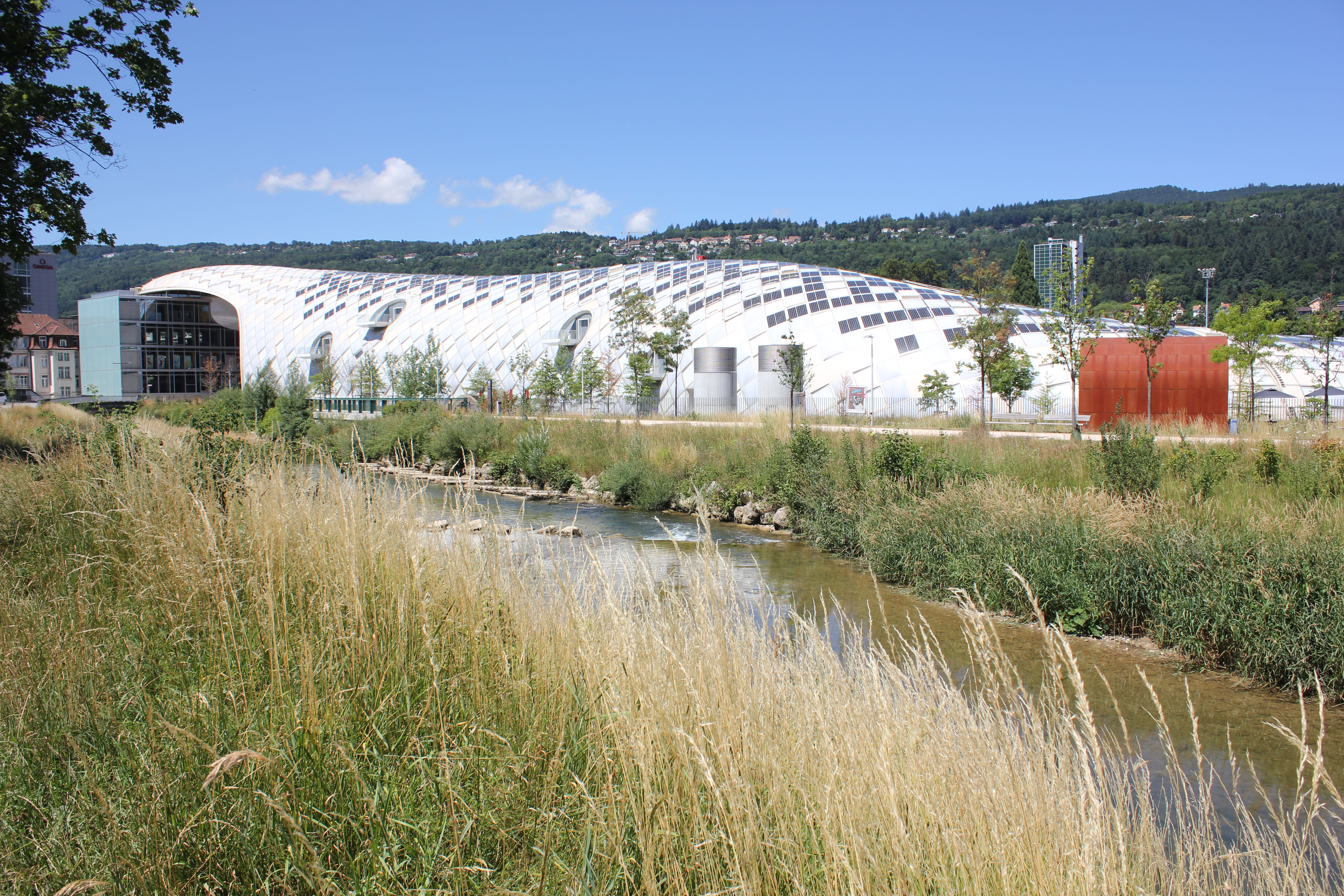
Hauptsitz der Swatch AG, 2022

Das 240 Meter lange, schlangenförmige Gebäude wird von einem Gittertragwerk aus Holz überdeckt. Dach und Fassade sind eins und gehen ineinander über. Mit einer Maximalspannweite von 35 Metern und 27 Metern Höhe ergibt sich eine Gitterschale von ca. 11.000 Quadratmetern. Shigeru Ban nennt Vorbilder wie Buckminster Fuller für die Materialeffizienz und das Olympiastadion München von Frei Otto für die Leichtigkeit der Konstruktionen. Dem Geist des Swatch-Designs entsprechend wollte er ein verspieltes und buntes Gebäude schaffen.
In einer mehrjährigen Planungsphase wurde das Tragkonzept definiert, auf bauliche Umsetzbarkeit geprüft und die Geometrie der Träger anhand von 3D-Darstellungen entwickelt. Die Haustechnik hätte die Stärke der Raumhülle stark aufgeweitet, wenn sie unter der Tragkonstruktion montiert worden wäre. Das hätte wegen der nicht erweiterbaren Gebäudeaussenmasse einen relevanten Verlust von Nutzfläche innen zur Folge gehabt. Deshalb nahm man eine zeitaufwändige Umplanung in Kauf und integrierte die Versorgungstechnik (Elektroinstallationen, Licht, Akustikelemente, Lüftungstechnik, Sprinkler usw.) in die Tragkonstruktion. Alle rund 4.600 Trägerelemente aus Brettschichtholz sind Unikate. Drei verschiedene Rohlingstypen wurden entwickelt: gerade, einsinnig gekrümmte und zweisinnig gekrümmte Träger. Es wurden bei diesem Dachtragwerk vor allem zweisinnig gekrümmte Träger eingesetzt. Das Rohmaterial wurde dazu in zwei Richtungen gebogen und verdreht zu Brettschichtholz verleimt.
Auch die Montage erforderte eine detaillierte Planung. Nach festgelegter Reihenfolge wurden die ineinandergreifenden Rohlinge montiert. Die gekrümmten Trägerelemente mussten dazu in fünf verschiedenen Produktionsanlagen in exakter Reihenfolge produziert und an die Baustelle gefahren werden. Eine Hilfskonstruktion wurde vorab errichtet, um die noch nicht tragfähige Hauptkonstruktion während der Errichtung zu stützen. Die Nicolas-G.-Hayek-Strasse musste für die Zeit der Montage befahrbar bleiben. So wurde eine zusätzliche Montageplattform erstellt. Der Aufbau der eigentlichen Gitterschale erfolgte in 13 Etappen. Zuerst verankerte man die unteren Schwellen, danach wurde von unten nach oben gearbeitet, bis man in der Mitte zusammentraf. Damit sich bauliche Ungenauigkeiten und Massdifferenzen nicht aufsummieren konnten, wurde ständig nachgemessen und nachjustiert. Für das Traggitter wurden 6.500 Schweizer Fichten verarbeitet, das entspricht rund 2.000 Kubikmeter Holz. Über 16.000 Stahlteile und 140.000 Verbindungsmittel kamen um Einsatz.

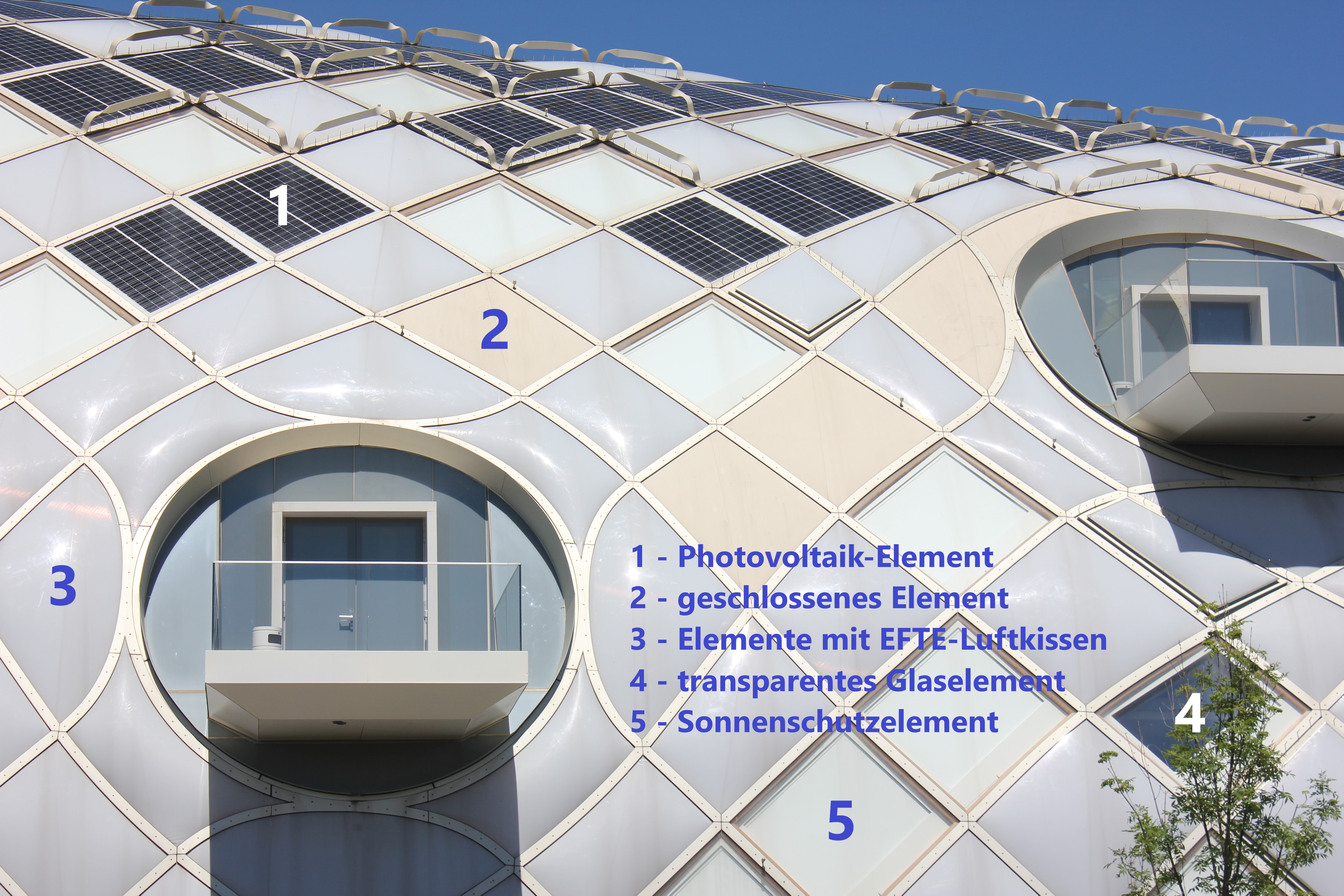
Hauptsitz der Swatch AG, Fassade

Überspannt wird die Tragstruktur von einer vielgestaltigen Hülle aus verschiedenen Fassadenelementen. Ursprünglich waren alle Elemente transparent gedacht. Der daraus resultierende Wärmegewinn im Sommer hätte das Gebäude aber zu heiss werden lassen. Stattdessen sind geschlossene und gedämmte Elemente, transparente Glaselemente mit Sonnenschutz, Photovoltaik-Elemente und Elemente mit Luftkissen aus ETFE-Folie (einem Teflon-Derivat, mit Überdruck durchlüftet) eingesetzt worden. Einige Elemente lassen sich als Rauchabzug öffnen. Einige geschlossenen Kacheln sind als in zweiachsig gekrümmte Solarmodule ausgeführt worden. Die Elemente sind in Kooperation des Fassadenbauers mit dem Modulhersteller nicht nur entwickelt, sondern auch produziert und eingebaut worden. Jedes der 448 Module ist ein Einzelstück. Speziell für diese Anwendung wurde ein Mikro-Wechselrichter-Verbundkonzept eingesetzt, bei dem je Solarmodul zwei Wechselrichter eingesetzt werden. So wird die grösstmögliche Energie aus den verschieden ausgerichteten PV-Modulen gewonnen. Insgesamt wird eine Photovoltaikleistung von 246 kWp erzielt. Die erzeugte elektrische Energie von jährlich über 200 MWh wird im Gebäude selbst verbraucht. Innen unter dem Dach gibt es zusätzlich aussteifende bzw. akustisch wirksame Elemente in Form von «Schweizer Kreuzen». Die Luftkissen aus ETFE-Folie setzte der Architekt erstmals an einem seiner Gebäude ein, da sie sehr leicht sind und somit die Last der Hülle reduzieren. Im Inneren erzeugen sie diffuses Tageslicht. Grossformatige Balkonöffnungen lockern die Fassade auf.
Der komplett verglaste Eingangsbereich richtet sich zur Nicolas-G.-Hayek-Strasse hin aus. Er ist offen und hell. Die Zickzackform der Fassade beginnt in über fünf Metern Höhe und reicht bis an die Dachkonstruktion in 27 Metern Höhe. Das Zickzack ergibt sich aus den Anschlüssen an die Gitterstruktur des Daches. Die Fassade hält durch die gefaltete Form aber auch höheren Windlasten stand.
Das Konstruktionsprinzip der Swatch-Uhren beruht unter anderem darauf, dass ihr Kunststoff-Material präzise gebohrt und geschlitzt werden kann. So wurden im Vergleich zu traditionellen Uhren Bauteile eingespart. Dieses Prinzip wurde von den Shigeru-Ban-Architekten aufgenommen und im Material Holz umgesetzt.

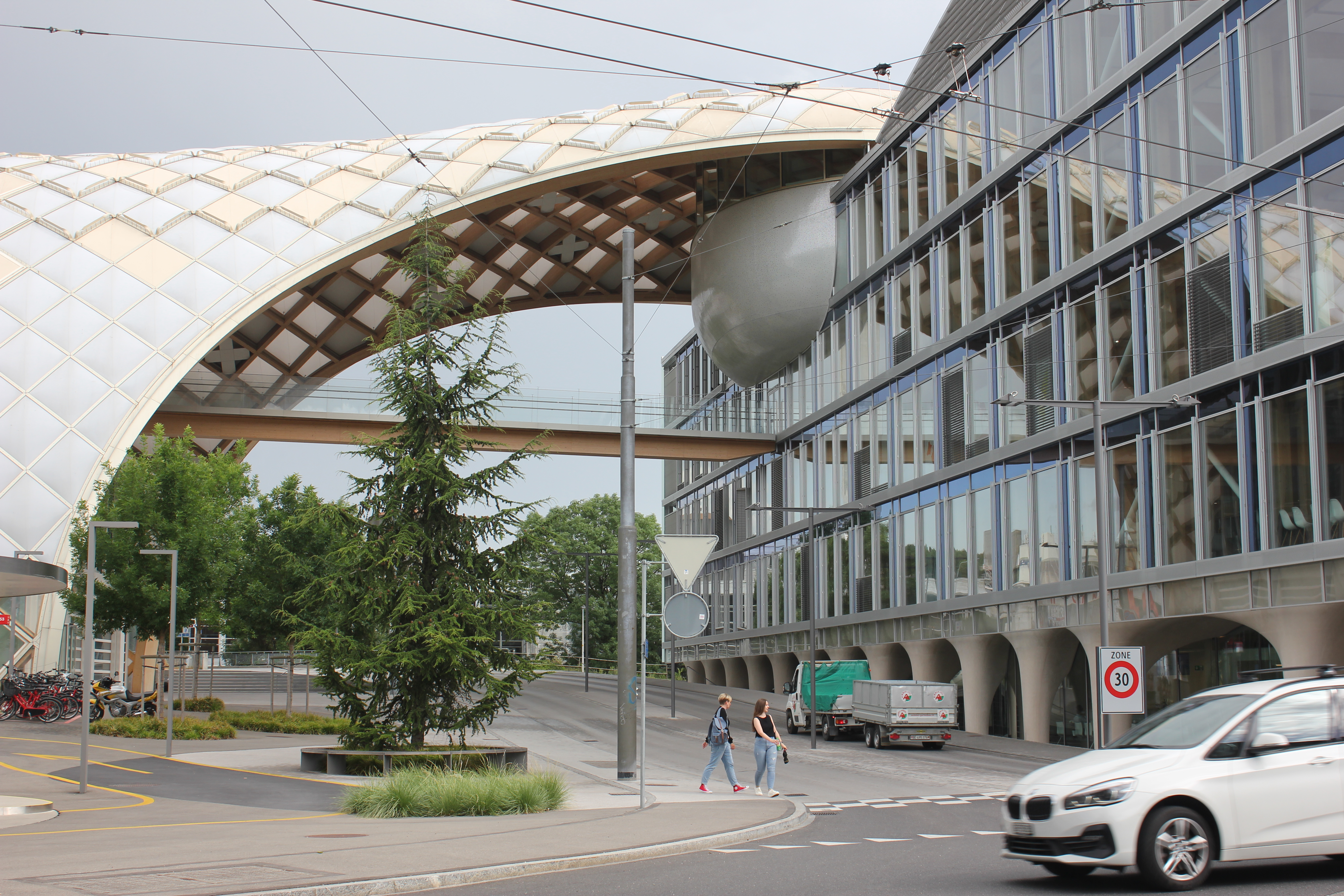
Cité du Temps und Hauptsitz Swatch AG
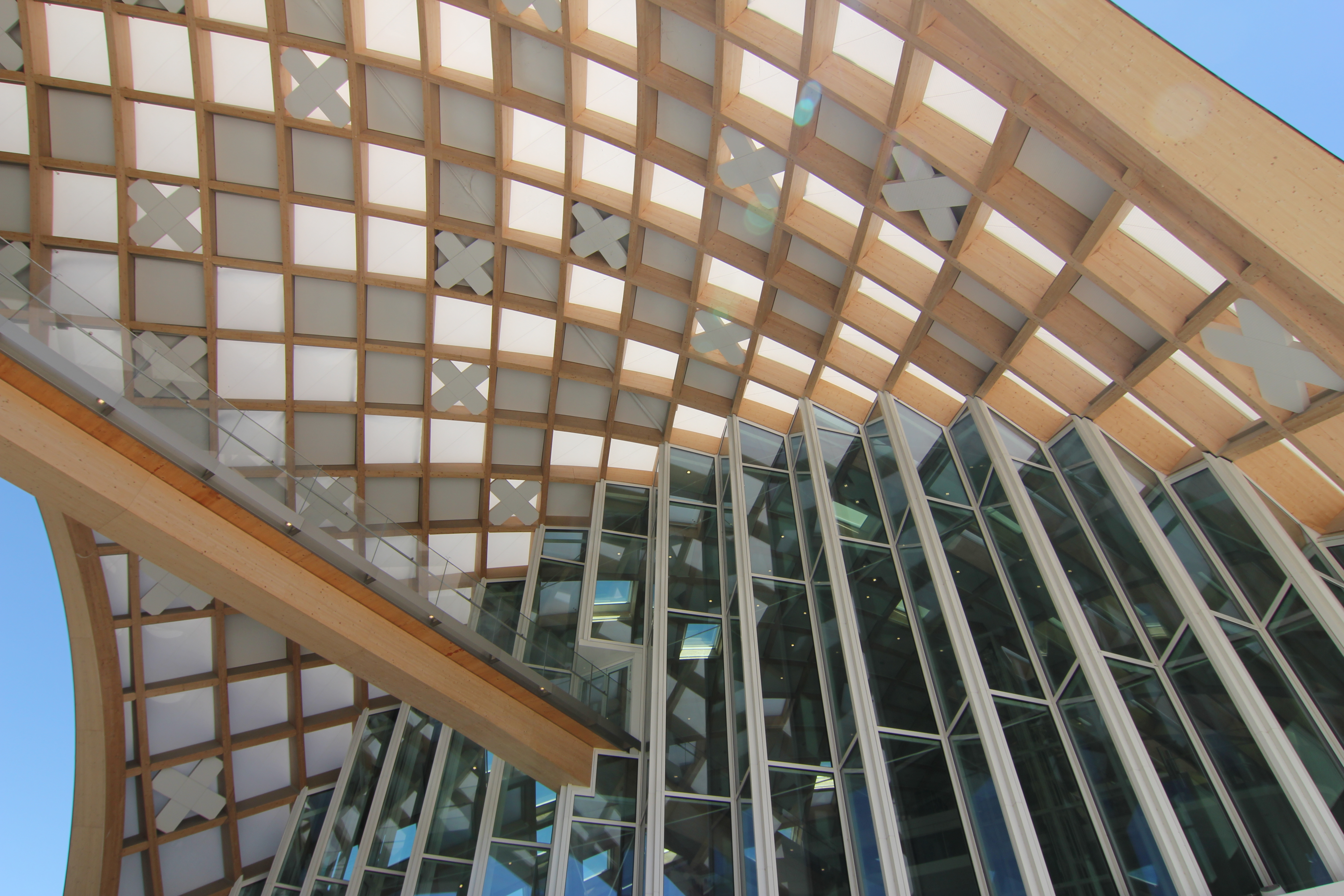
Swatch AG: Dach über dem Eingang mit Brücke
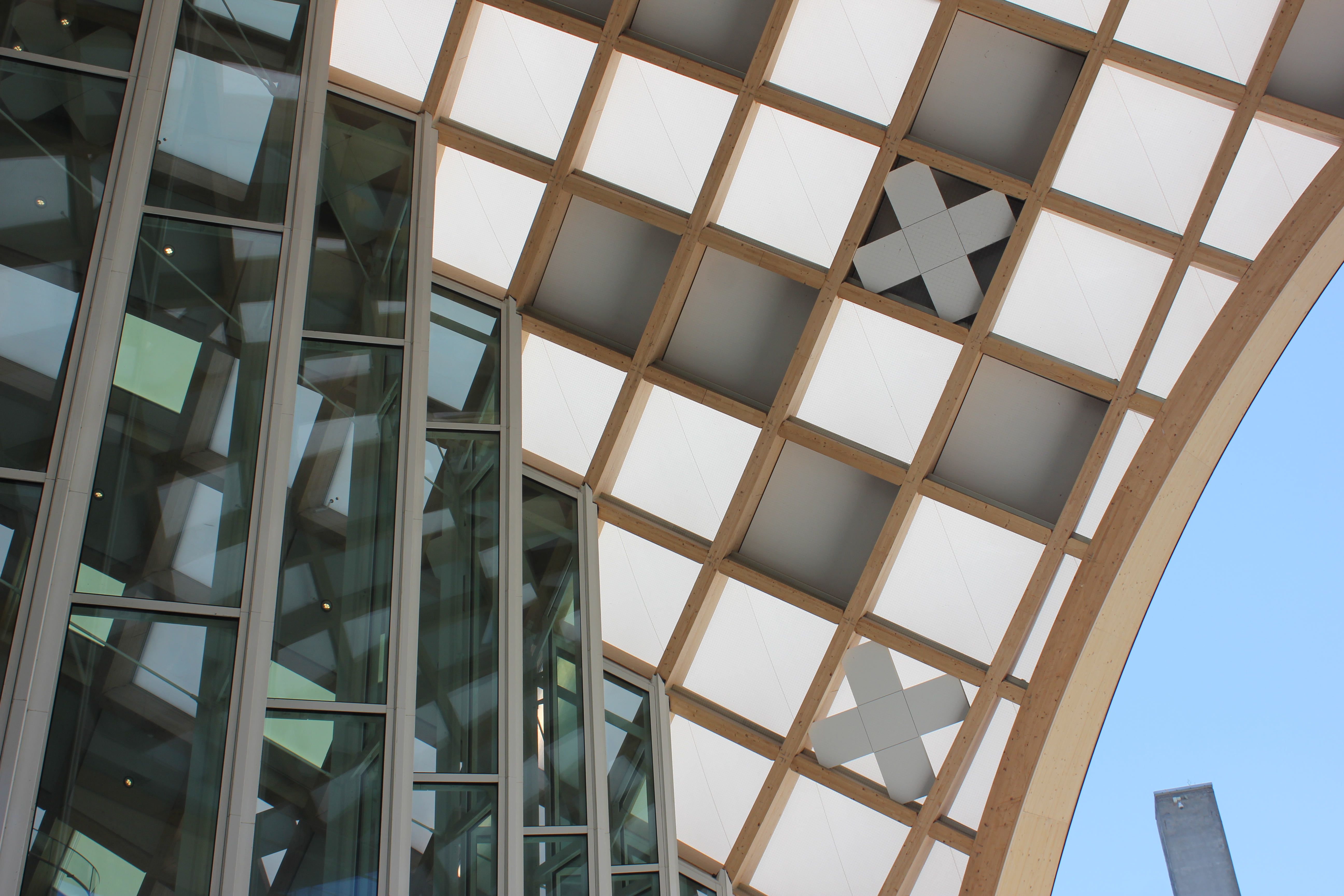
Geschlossene, transparente, ausgekreuzte Elemente
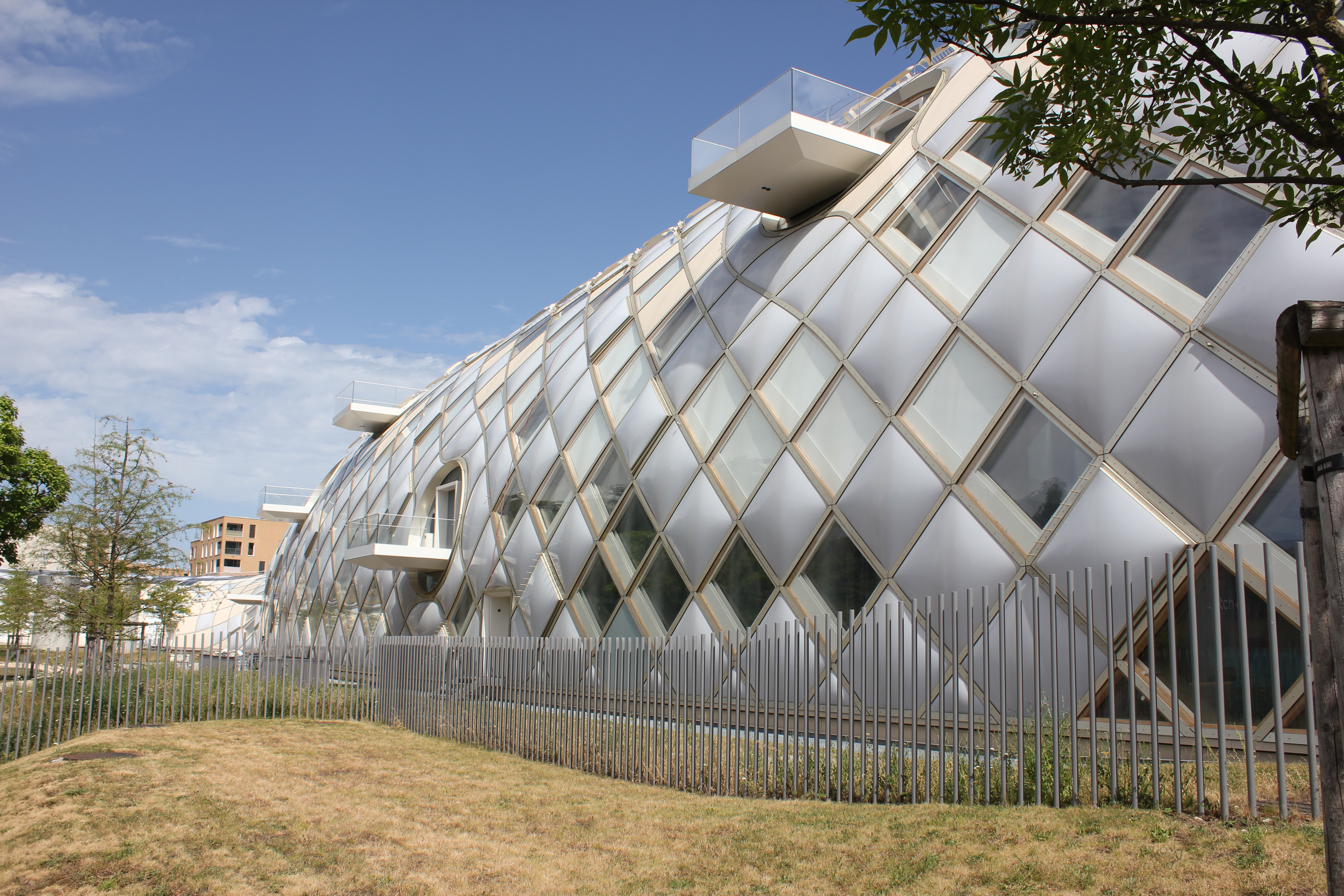
Swatch AG: strassenseitige Fassade
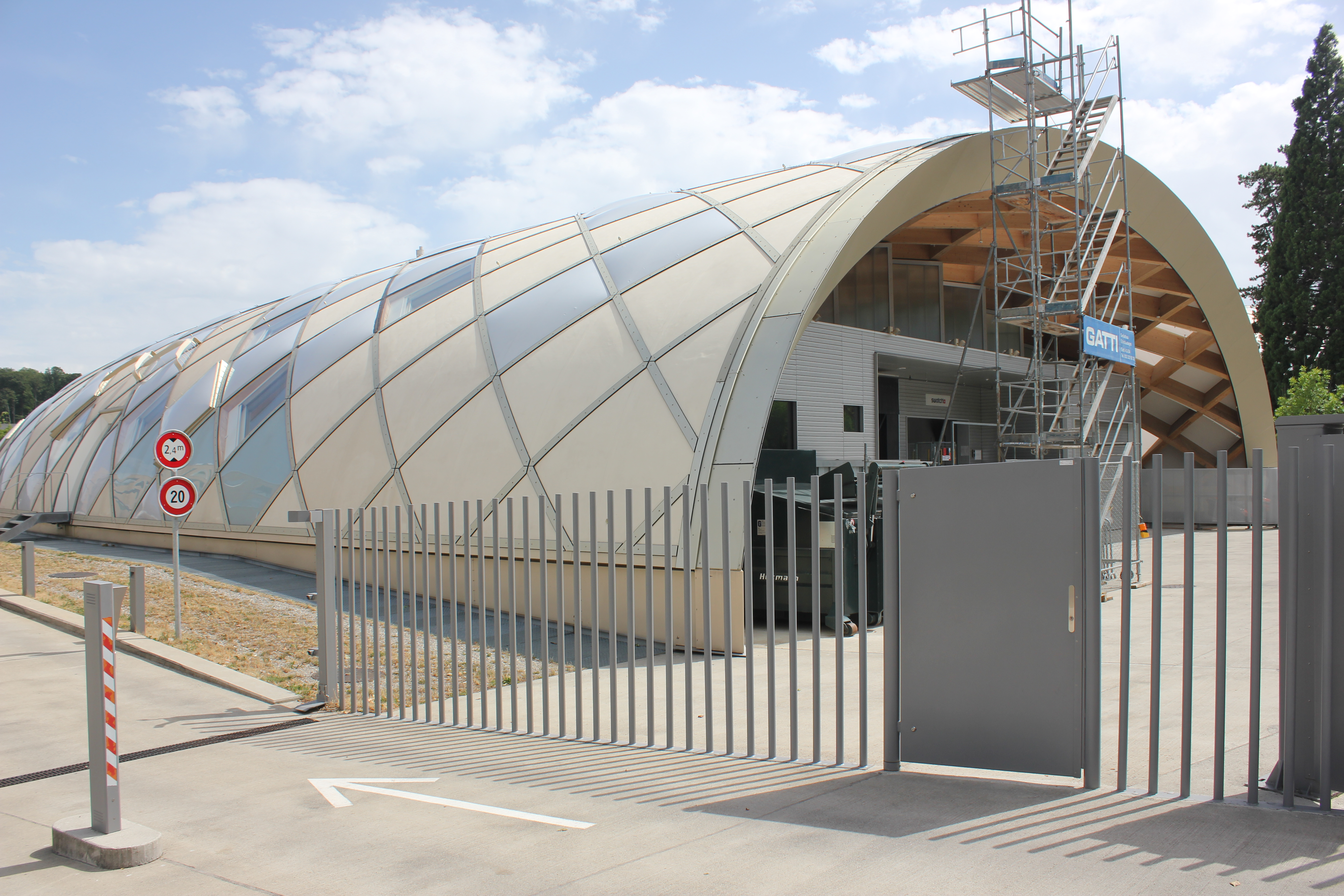
Swatch AG: Anlieferung auf der Rückseite
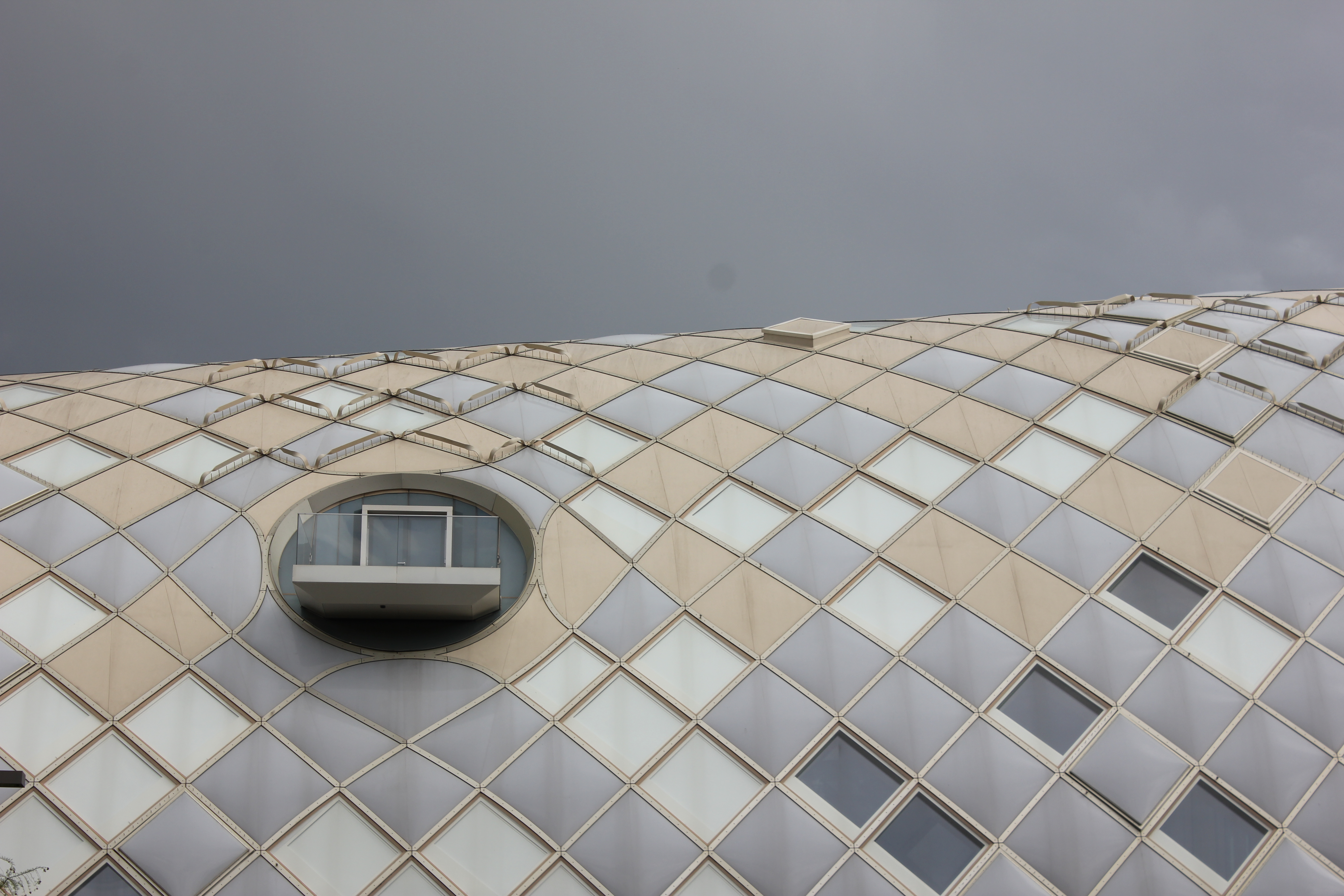
Swatch AG: Fassade mit Balkon
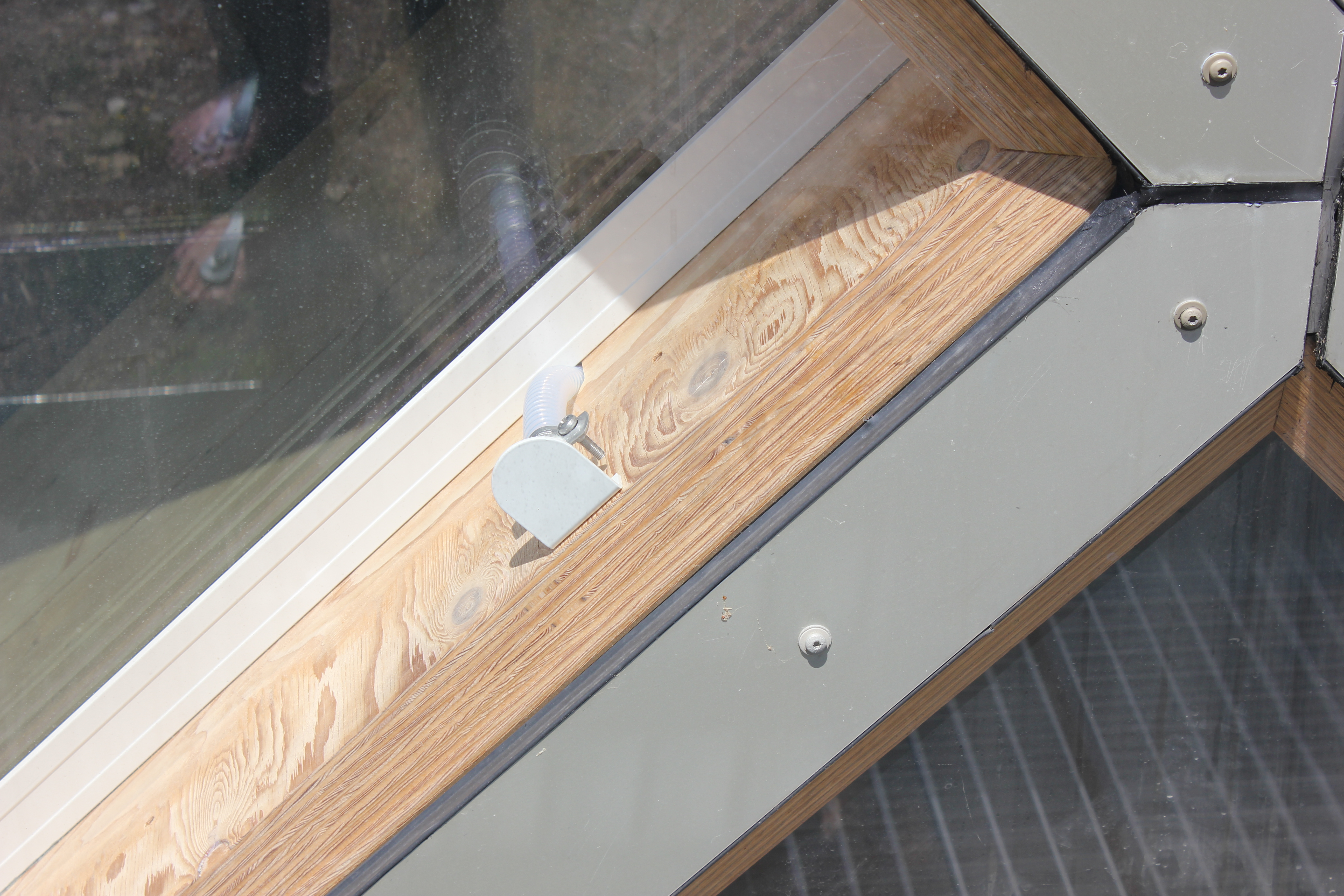
Swatch AG: Fassadendetail Haustechnik
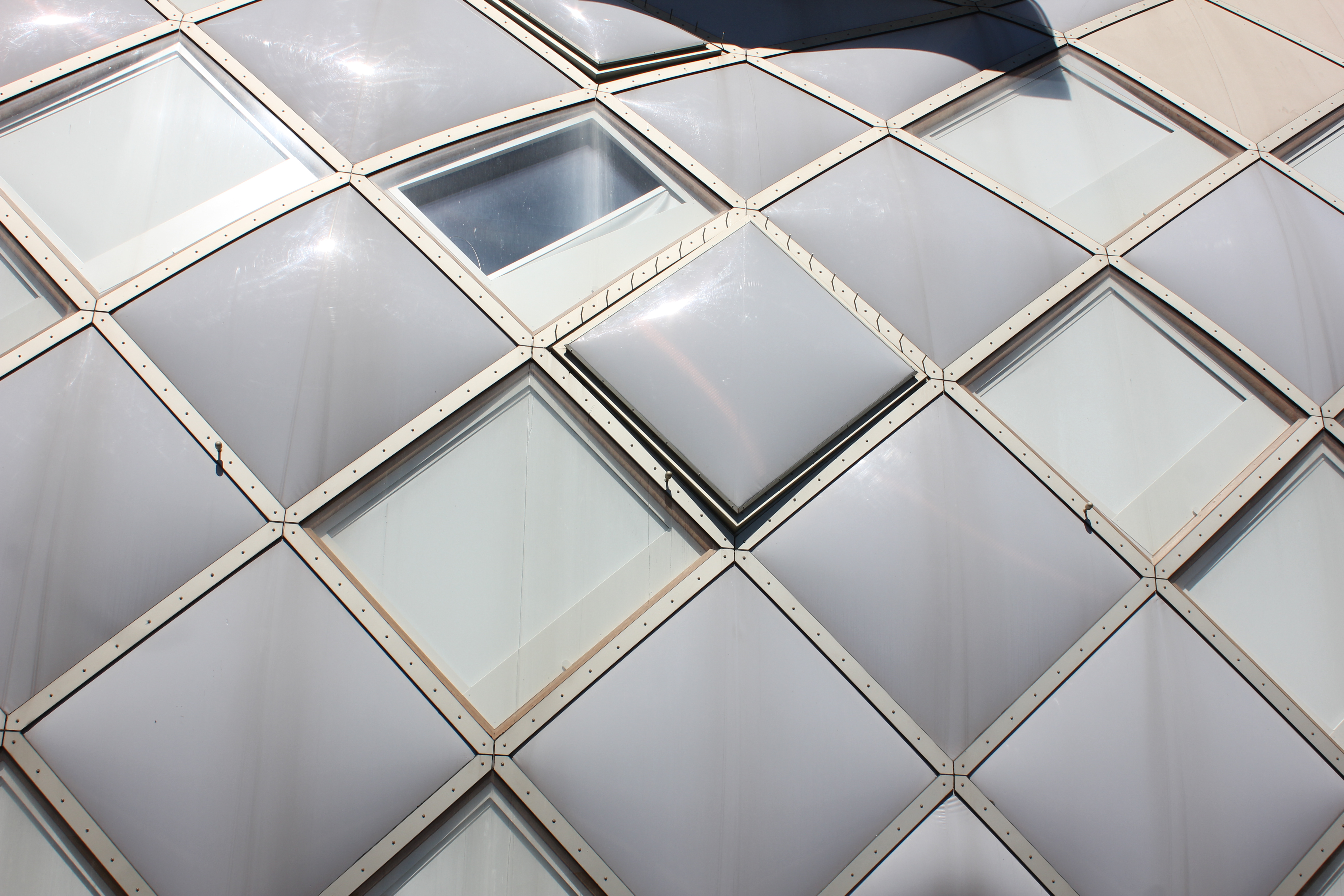
Swatch AG: Fassadenkonstruktion

## Rezeption
Die städtebauliche Einbindung des Omega-Gebäudes und der Cité du Temps mit ihren klaren Kuben und der Fassung eines neuen Platzes wird allgemein geschätzt. Selbstbewusst aber diskret ordnen sich die Curtain-Wall-Fassaden in den Gebäudebestand ein. Der innovative Umgang mit dem Baumaterial Holz auf dem Campus beeindruckt die Fachwelt. Jedoch habe der Swatch-Verwaltungsbau etwas Zerstörendes oder Auflösendes. So bezeichnet Werk, Bauen + Wohnen den Entwurf des Verwaltungsbaus als „Kathedrale ohne Form“, als „Schmelzzunge eines Gletschers“: Spektakulär in der Form mit einer Holzkonstruktion, die traditionelles handwerkliches Wissen in modernste Fertigungstechnik integriert. Jedoch erzeuge die gitterartige Struktur Perspektiven ohne Massstab. Sie sei weniger für den städtischen Raum geeignet als für ein kraftvolles Bild im World Wide Web.
Die Schweizer Plattform Espatium bewertet den Entwurf für die Gebäude als gelungen. Der gestalterische Spagat, den unterschiedlichen Marken Swatch und Omega ein architektonisches Gesicht zu geben und dabei gleichzeitig die Bauten aus der Frühzeit der Industrialisierung zu integrieren, sei geglückt.
Zur Eröffnung fragte die NZZ, ob Grossraumbüros noch zeitgemäss seien. Die wunderbar verspielte und poetische Fassade des Swatch-Hauptsitzes würde zudem eine Barriere im Sichtfeld nach aussen bilden, die die Tageszeiten verschwimmen lässt. Das hermetische Innere sei ausserdem sehr bunt.

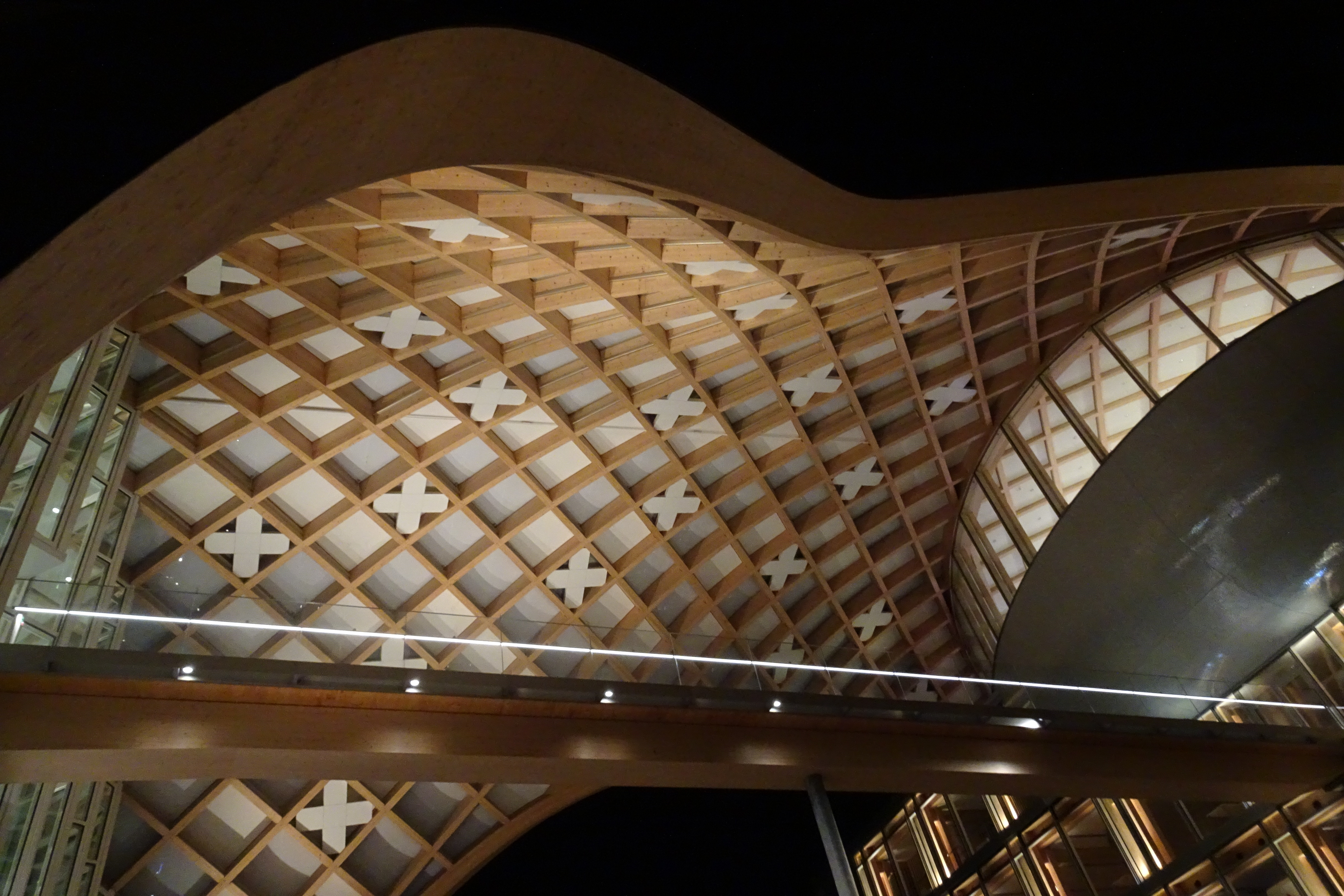
Gitterschale über der Nicolas-G.-Hayek-Strasse
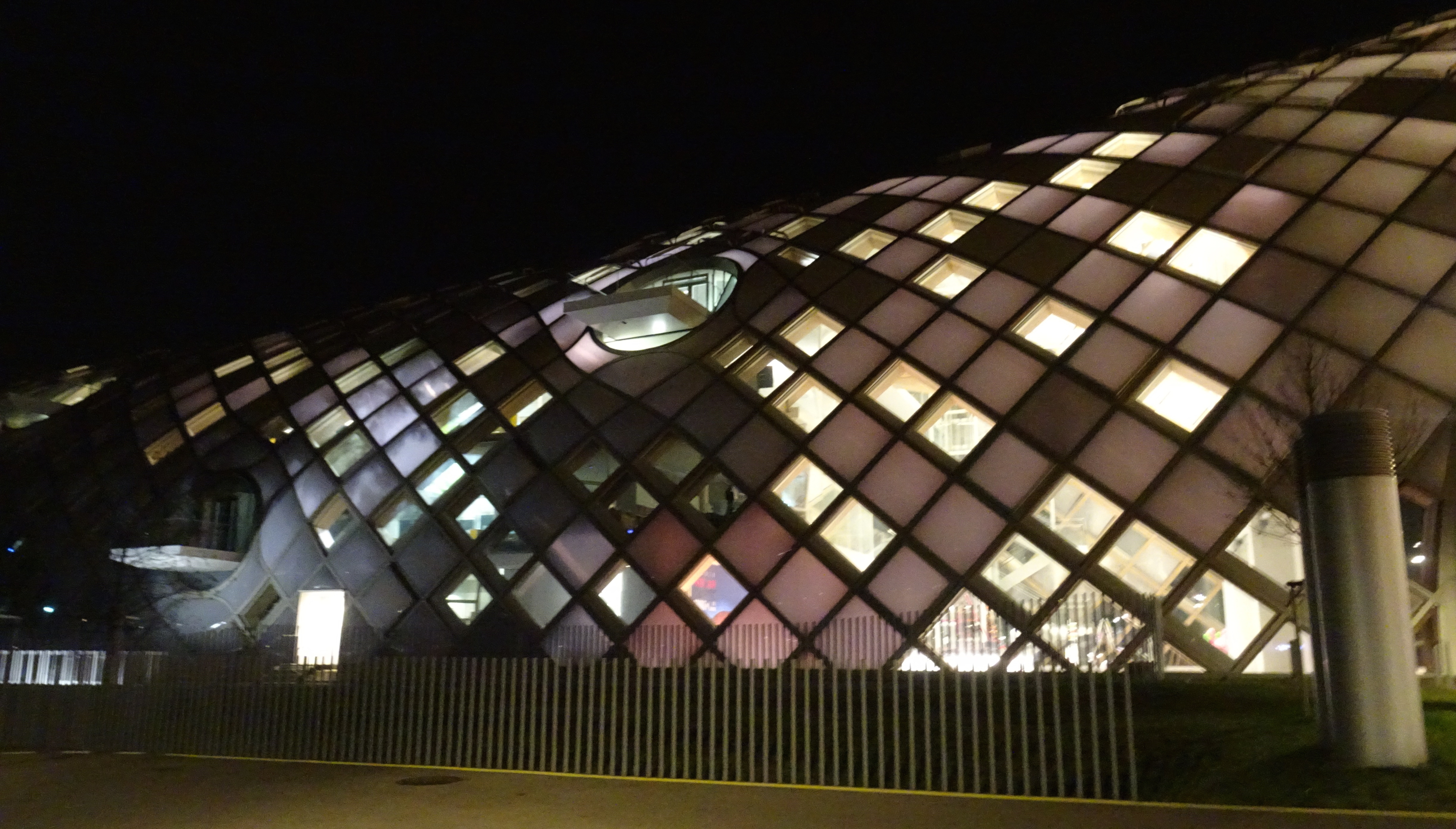
Swatch AG: Fassade bei Nacht
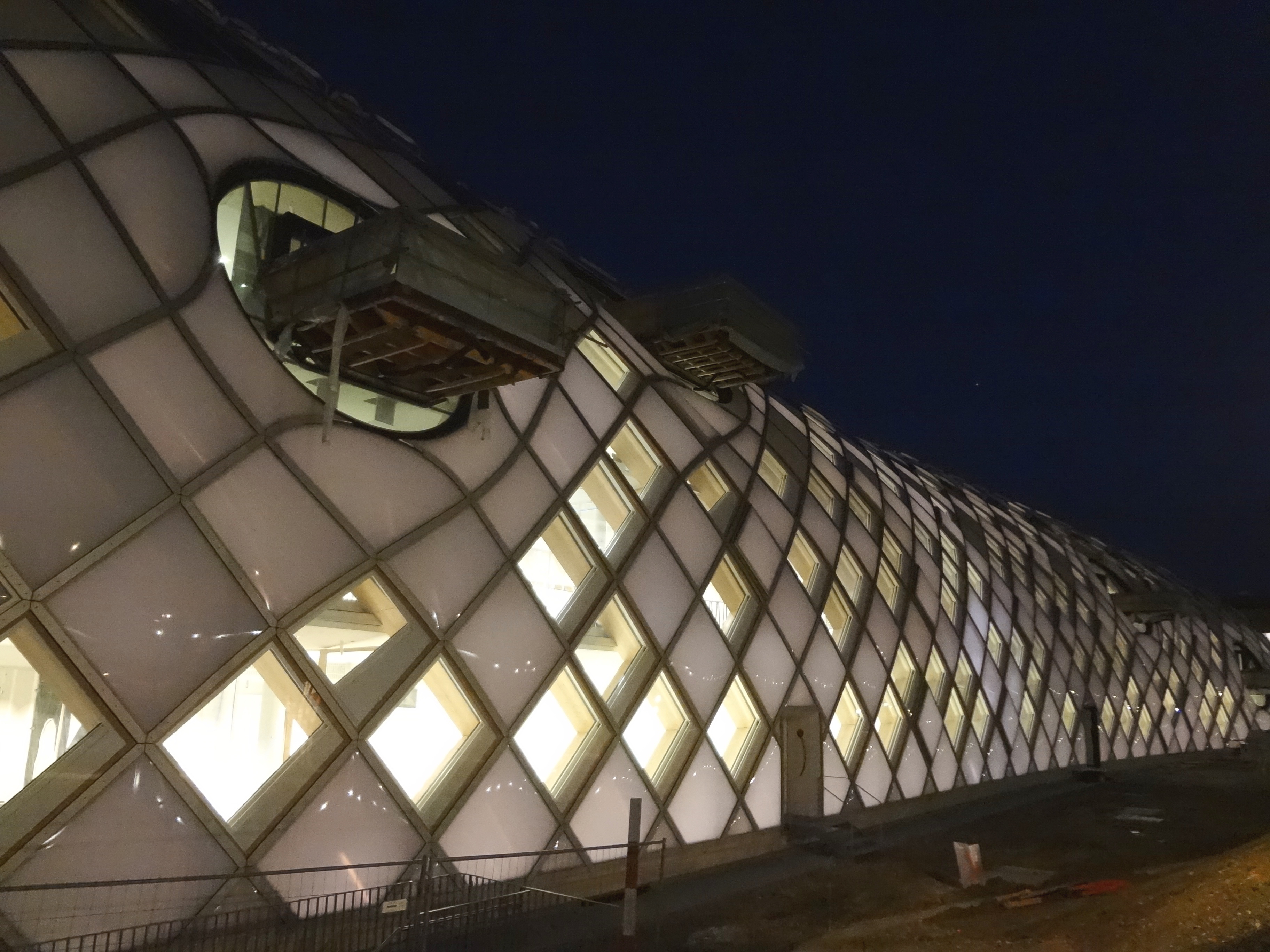
Swatch AG: Baustelle bei Nacht
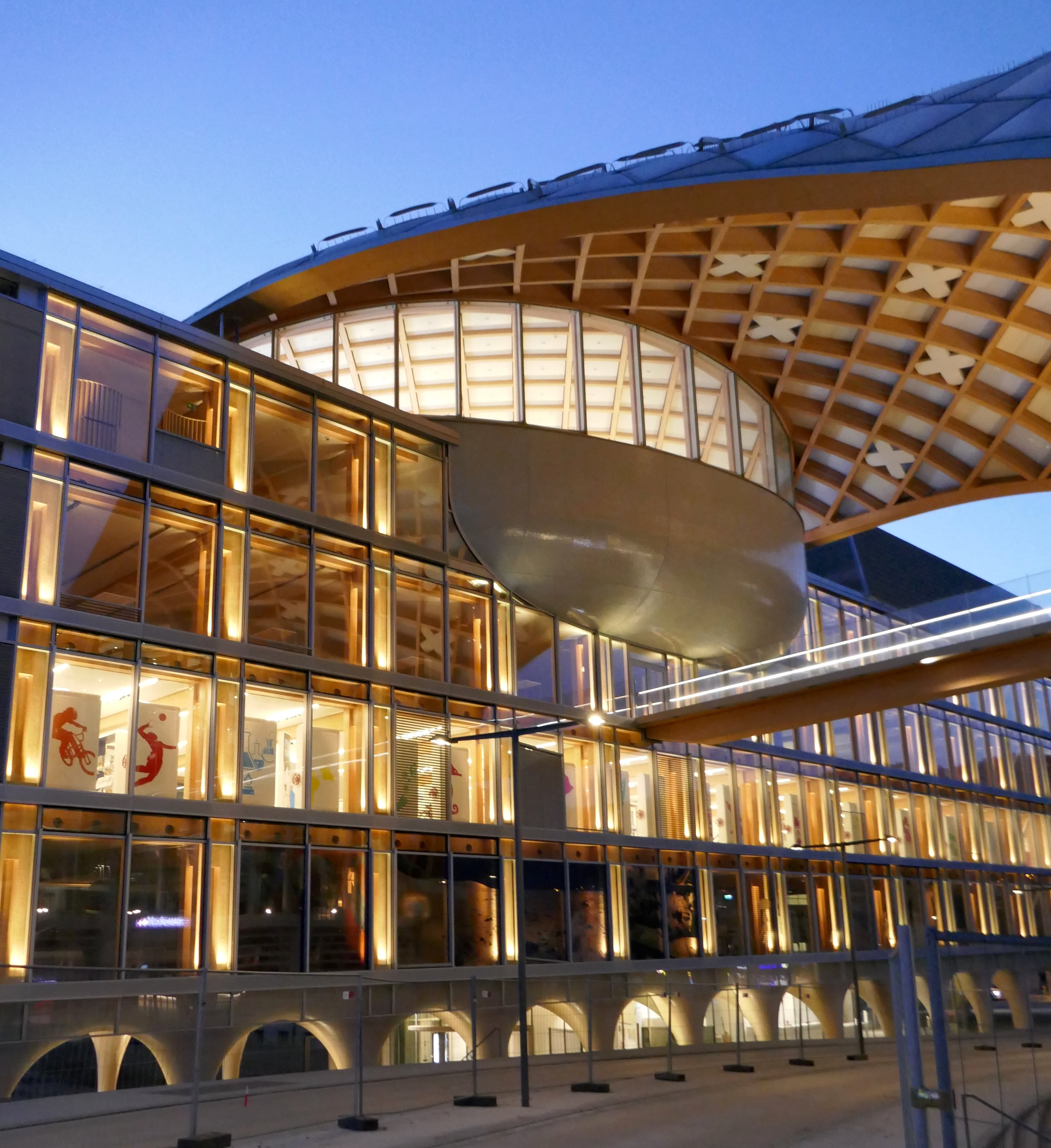
Cité du Temps mit Auditorium bei Nacht
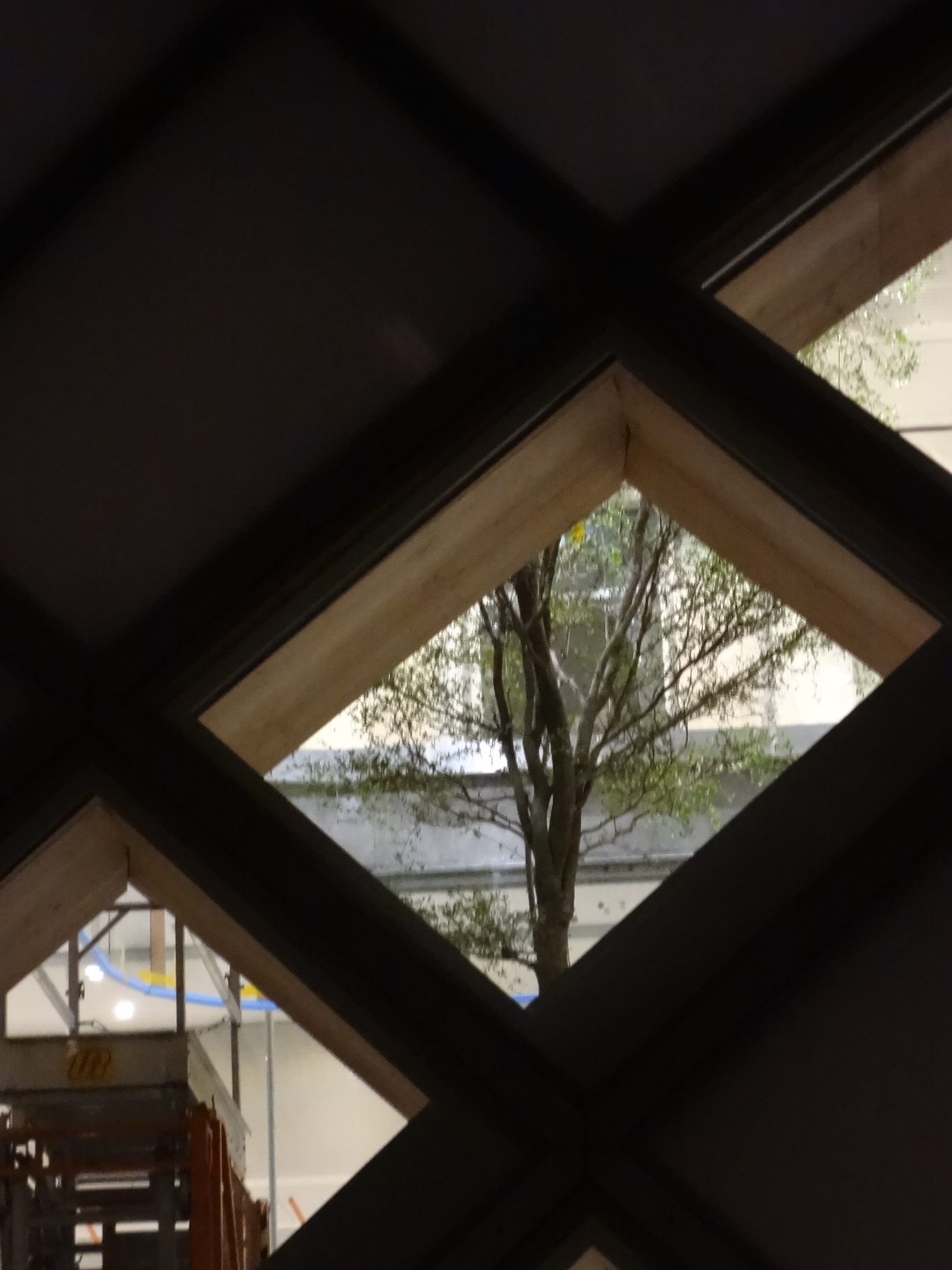
Swatch AG: Blick zum Olivenbaum

## Trivia
Die Ortsansässigen meinen, das Swatch-Gebäude sähe wie ein Drache, eine Schlange oder eine Nacktschnecke («Bluttschnägg») aus. Shigeru Ban dagegen behauptet, von den Swatch-Uhren inspiriert zu sein: «Der Bogen ist von den Spielereien von Swatch hergeleitet. Zwar ist der Mechanismus im Innern immer der Gleiche, aber das Äussere kann sich verändern.»